# Ejército romano tardío

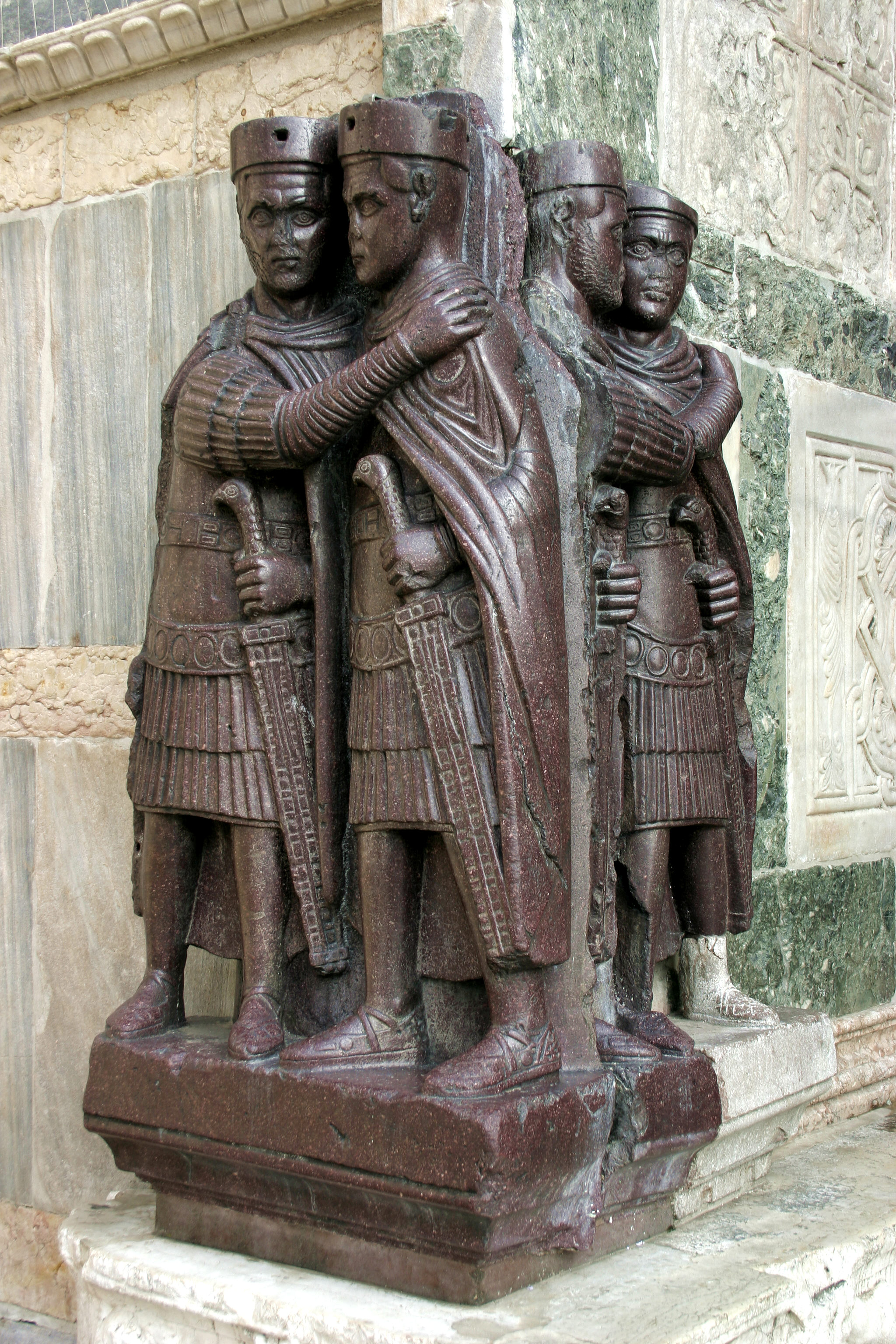
Los tetrarcas: El emperador Diocleciano y sus tres colegas imperiales. A la izquierda, Diocleciano y Maximiano, los dos Augusti (coemperadores); a la derecha, Galerio y Constancio Cloro, los dos Caesars (vicemperadores). Nótese el uso de los gorros "panonios" de lana, normalmente usados (no en combate) por los oficiales del ejército tardío como resultado de la influencia de los oficiales ilirios y tracios. Véase también las empuñaduras de las espadas, que muestran la imagen de una cabeza de águila. Estatua de pórfido en la Basílica de San Marcos, Venecia.

El ejército romano tardío es el término por el que se conoce a las fuerzas militares del Imperio romano desde el ascenso al trono del emperador Diocleciano en el año 284 hasta la división definitiva del Imperio en sus mitades oriental y occidental en 395. Pocas décadas después el ejército occidental se desintegró con el colapso del Imperio romano de occidente. El ejército romano del este, por otro lado, permaneció intacto y esencialmente estable hasta su organización por themas y su transformación en el ejército bizantino en el siglo VII. El término "ejército romano tardío" a menudo se utiliza para incluir el ejército romano del este.
El ejército del principado atravesó una transformación significativa como resultado del caótico siglo III. Al contrario que el ejército del principado, el ejército del siglo IV dependía de manera importante de las levas y los soldados que los conformaban estaban peor pagados que los del siglo II. Los bárbaros procedentes de fuera del Imperio probablemente aportaban una mayor proporción de reclutas que durante los siglos I y II, aunque existen pocas evidencias de este hecho.
El ejército del siglo IV probablemente no era más grande que el del siglo II. El principal cambio en su estructura fue la creación de grandes ejércitos que acompañaban a los emperadores (comitatus praesentales) y que generalmente estaban asentadas en un punto alejado de las fronteras. Su función principal era hacer frente a posibles usurpadores. Las legiones fueron divididas en unidades más pequeñas, comparables al tamaño de los regimientos de tropas auxiliares del principado. En paralelo, la armadura y el equipo de los legionarios fue abandonado en favor del de los auxiliares. La infantería adoptó el equipo más protector de la caballería del principado.
El rol de la caballería en el ejército tardío no parece que fuera mucho más importante que el del principado. La evidencia que soporta esta afirmación se basa en que su proporción con respecto al total de soldados permaneció similar a la del siglo II. Además, su rol táctico y su prestigio se mantuvieron similares. Es más, adquirieron cierta mala reputación por incompetencia o cobardía en las tres principales batallas de mediados del siglo IV. En contraste, la infantería mantuvo su reputación tradicional de excelencia.
Los siglos III y IV fueron testigos de las reformas en muchos de los fuertes fronterizos de cara a hacerlos más defendibles, al igual que de la construcción de nuevos fuertes con especificaciones defensivas más importantes. La interpretación de esta tendencia ha llevado a un debate sobre si el ejército adoptó una estrategia de "defensa en profundidad" o si, por el contrario, mantenía la misma postura de "defensa adelantada" de comienzos del principado. Muchos elementos de la postura defensiva romana tardía eran similares a los asociados a la defensa adelantada, como por ejemplo la localización avanzada de los fuertes, las frecuentes operaciones cruzando la frontera, o la existencia de zonas externas habitadas por tribus aliadas. Cualquiera que fuera la estrategia defensiva, en apariencia resultó menos exitosa a la hora de prevenir incursiones bárbaras que la de los siglos I y II. Esto pudo deberse a una mayor presión bárbara o a la práctica de mantener los principales ejércitos y a las mejores tropas en el interior, privando a las fronteras de un apoyo suficiente.

## Fuentes

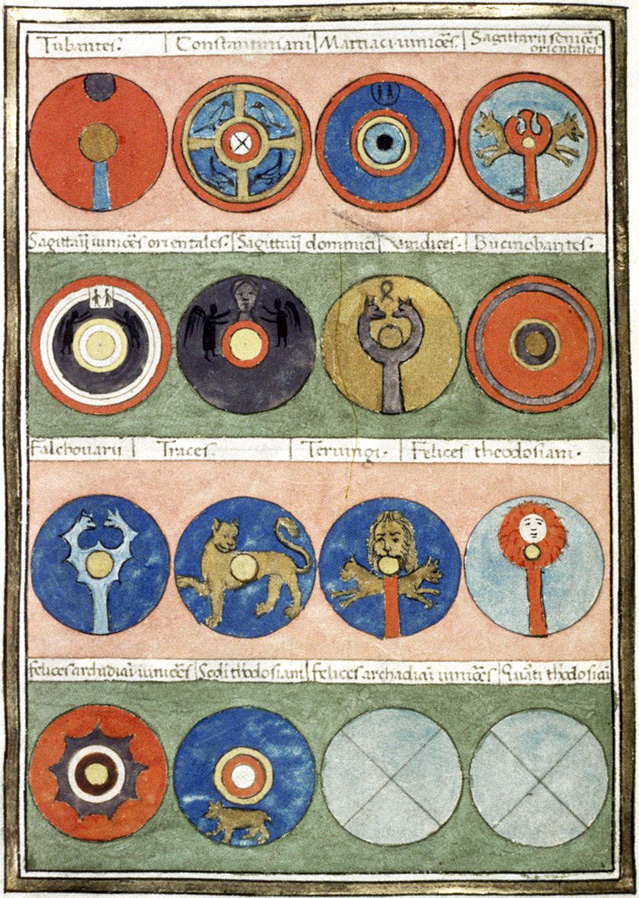
Página de una copia medieval de la obra Notitia Dignitatum, en la que se ilustran escudos de Magister Militum Praesentalis II, un registro romano tardío de los mandos militares.

## Evolución del ejército delsigloIV

### Trasfondo: el ejército del principado
El ejército regular del Principado fue creado por el primer emperador, Augusto, que gobernó entre 30 a. C. y 14 d. C., y sobrevivió hasta finales del siglo III. El ejército regular estaba formado por dos cuerpos distintos, estando los dos a su vez nutridos por soldados voluntarios profesionales.
Las legiones eran grandes formaciones de infantería de élite, cuyo número variaba entre 25 y 33, y compuestas cada una por aproximadamente 5.500 soldados, todos ellos de infantería salvo por una pequeña ala de caballería de 120 hombres. Estos cuerpos admitían tan solo a ciudadanos romanos entre sus filas. Por otro lado, los auxilia (tropas auxiliares) consistían en unos aproximadamente 400 cuerpos mucho más pequeños de unos 500 soldados cada uno (aunque una minoría podía llegar hasta los 1000 hombres), que se dividían en aproximadamente 100 alae de caballería, 100 cohortes de infantería y 200 unidades mixtas de caballería e infantería conocidas como cohortes equitatae. Algunos regimientos eran designados sagittariorum, lo cual significaba que se especializaban en arqueros. Por lo tanto, los auxilia aportaban la mayor parte de la caballería y de los arqueros del ejército romano, así como (desde el siglo I en adelante) aproximadamente el mismo número de soldados de infantería que el de las legiones. Los soldados que formaban parte de los auxilia eran reclutados principalmente entre los peregrinus, súbditos de las provincias que no tenían la ciudadanía romana, aunque también admitía ciudadanos romanos y posiblemente barbari, es decir, personas que habitaban fuera de las fronteras del imperio. En esta época tanto las legiones como los auxilia estaban la mayoría asentados en las provincias fronterizas, y la única fuerza militar sustancial a disposición inmediata del emperador era la Guardia Pretoriana de élite, formada por 10.000 hombres acampados en Roma.
Los principales oficiales del ejército procedieron, hasta el siglo III, principalmente de la aristocracia italiana. Ésta se dividía en dos clases, el orden senatorial (ordo senatorius), que consistía en unos 600 miembros del Senado romano más sus hijos y sus nietos, y el orden ecuestre, más numerosa que la anterior. Todos ellos combinaban cargos militares con cargos civiles, siguiendo una carrera política conocida como el cursus honorum, que comenzaba normalmente con una serie de cargos administrativos en Roma, seguía con entre 5 y 10 años de cargos militares y finalizaba con un periodo final de puestos principales en cualquiera de las provincias romanas. Esta pequeña oligarquía monopolizaba el poder político, militar y económico de un imperio de casi 60 millones de habitantes, y consiguió un grado de estabilidad política sorprendente. Durante sus primeros 200 años de existencia (30 a. C. - 180 d. C.), el imperio tan solo atravesó un periodo de importante guerra civil en el año de los cuatro emperadores. Los demás intentos de usurpación del poder por gobernadores provinciales fueron pocos y normalmente fueron reprimidos rápidamente.
En lo que respecta a los cargos militares, el orden senatorial (senatorii) tenía reservados en exclusiva los siguientes puestos:
(a) legatus Augusti pro praetore (gobernador provincial de una provincia fronteriza, que no solo dirigía la administración civil sino que también era el comandante en jefe de las fuerzas militares desplegadas en la región).
(b) legatus legionis (comandante de una legión).
(c) tribunus militum laticlavius (vicecomandante de una legión).
El orden ecuestre (equites) ocupaba los siguientes cargos:
(a) los gobernadores (procuratores) de Egipto y de algunas provincias menores.
(b) los dos praefecti praetorio (comandantes de la Guardia Pretoriana).
(c) los cargos praefectus castrorum de cada legión (tercera persona en la jerarquía militar) y los siguientes cinco tribuni militum (tribunos militares).
(d) los praefecti (prefectos o comandantes) de los regimientos de auxiliares.
A finales del siglo I se consolidó una clase ecuestre distintiva, formada por miembros no italianos y de carácter militar. Esta clase surgió a partir de la costumbre mediante la cual el emperador ascendía al primuspilus (centurión jefe) de cada legión a la clase ecuestre a la finalización de su año en el cargo. Como consecuencia de esta práctica, cada año 30 soldados de carrera, la mayoría no italianos, se unían a la clase aristocrática de los equites. Mucho menos adinerados que sus colegas italianos, muchos de estos equites pertenecían a familias que proveían soldados de carrera al imperio durante generaciones. Entre ellos fueron prominentes los ilirios romanizados, que descendían de las tribus ilirias que habitaban las provincias romanas de Panonia (actual Hungría y Eslovenia), Dalmacia (actual Croacia y Bosnia) y Moesia Superior (actual Serbia), así como sus vecinos los tracios de las provincias de Moesia Inferior (actual Bulgaria) y Macedonia. En la época del reinado de Domiciano (81-96), cuando aproximadamente la mitad del ejército romano se encontraba desplegado en las regiones del Danubio, las provincias ilirias y tracias se convirtieron en el territorio de reclutamiento más importante de los auxilia y, más tarde, de las legiones.

### Evolución durante elsigloIII

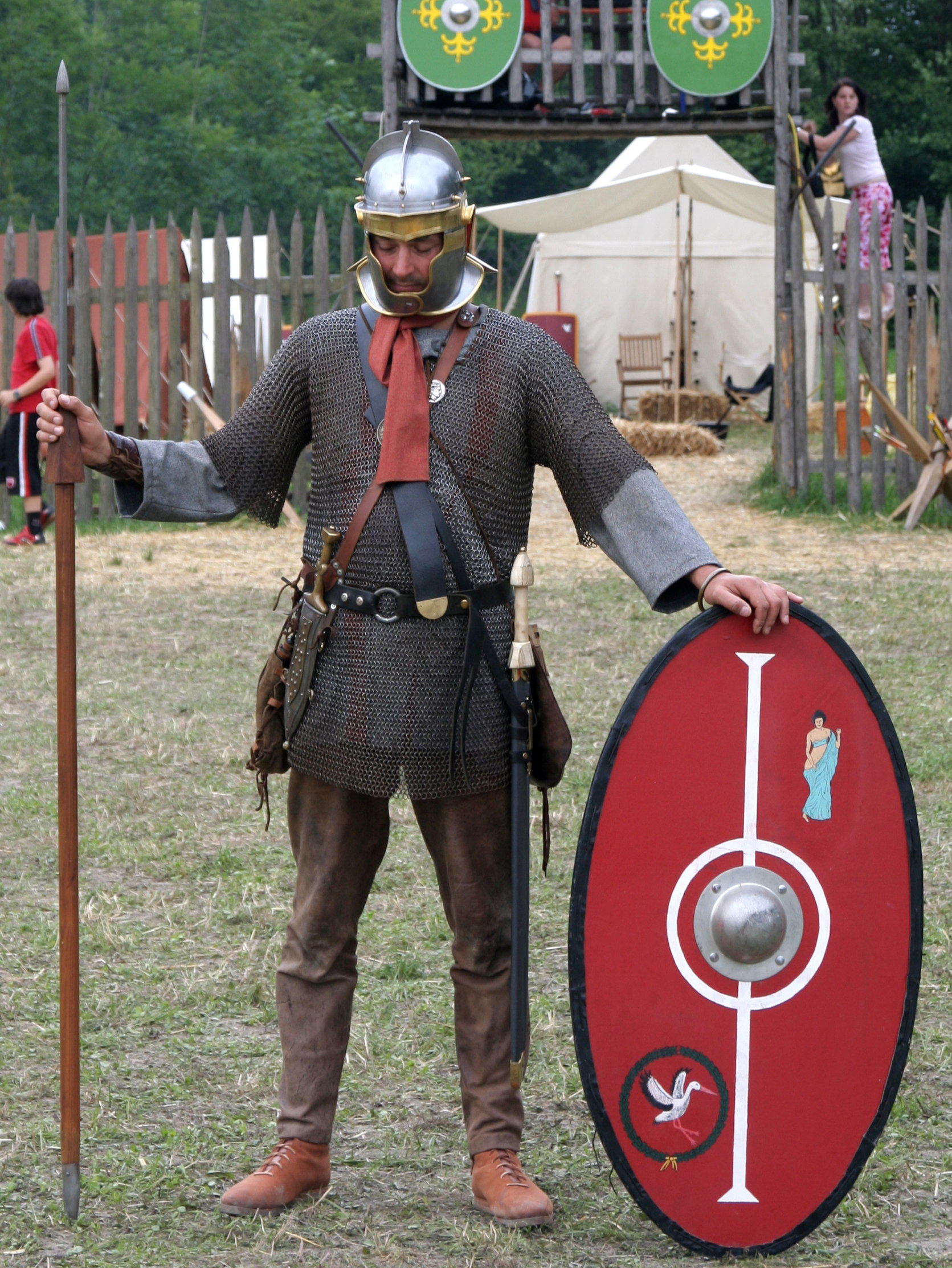
Recreación de un soldado romano portando el equipamiento típico de un soldado de infantería de finales del. El casco es del tipo Niederbieber, con un diseño en forma de cruz que refuerza la parte superior del casco y protecciones faciales que pueden atarse la una a la otra. La espada es una spatha (con un filo de 900 mm de longitud media), tipo usado tan solo por la caballería en los siglos anteriores. Este soldado también porta un spiculum, una jabalina pesada de tipo pilum. La armadura es una cota de malla (lorica hamata) y un escudo ovalado. Porta una túnica, pantalones y botas. El equipo del soldado de infantería del era muy similar al del, salvo por el spiculum, que normalmente fue reemplazado por una lanza pesada conocida como hasta, y el casco probablemente más usado era el tipo Intercisa.

El desarrollo fundamental del ejército a comienzos del siglo III es la Constitutio Antoniniana del año 212, Decreto emitido por el emperador Caracalla, que gobernó entre 211 y 218. Este Decreto otorgó la ciudadanía romana a todos los habitantes del imperio, terminando con las diferencias legales de la segunda clase de ciudadanos, conocidos como los peregrini. Desde el punto de vista militar, la Constitutio Antoniniana puso fin a las diferencias entre las legiones, formadas por ciudadanos, y los regimientos de auxiliares. Durante los siglos I y II las legiones eran un símbolo de la preeminencia de la nación italiana frente al resto de ciudadanos del imperio. Sin embargo, durante el siglo III ya no había ninguna diferencia social que hiciera a los italianos superiores a sus camaradas auxiliares (aunque puede que mantuvieran su estatus de élite en términos militares) y la armadura y equipos especial de las legiones (como, por ejemplo, la lorica segmentata) quedaron desfasadas.
Poco a poco, durante los siglos II y III, se fue abandonando la tradicional alternación entre puestos militares y civiles, a medida que la aristocracia hereditaria italiana iba siendo progresivamente reemplazada de los puestos principales del ejército por los primipilares (los antiguos centuriones jefe). En el siglo III, tan solo el 10% de los prefectos auxiliares de los que se conoce sus orígenes procedían de la clase ecuestre italiana, en comparación con los siglos anteriores en los que representaban la mayoría. Durante la misma época, los ciudadanos de la clase ecuestre fueron reemplazando a los ciudadanos de la clase senatorial en los principales puestos de mando. Septimio Severo (197-211) colocó a los primipilares ecuestres al mando de las tres nuevas legiones que reclutó y Galieno (260-268) hizo lo mismo con el resto de las legiones, dándoles el título de praefectus pro legato ("prefecto actuando como legado"). El ascenso de los primipilares pudo haber dado al ejército un mando más profesional, pero también incrementó el número de rebeliones militares instigadas por generales ambiciosos. El siglo III fue testigo de numerosos golpes de estado y guerras civiles, y pocos de los emperadores de esa época disfrutaron de largos reinados o murieron de causas naturales.
Los emperadores respondieron a esta inseguridad creciente con un incremento constante de las fuerzas que se encontraban a su inmediata disposición. Estas tropas comenzaron a conocerse como comitatus (que significa escolta). Septimio Severo añadió a la Guardia Pretoriana (formada por 10.000 hombres) una legión completa, la Legio II Parthica, que quedó estacionada en Albano Laziale, cerca de Roma. Sería la primera legión en ser acantonada en territorio Italiano desde los tiempos de Augusto. Dobló el tamaño de los equites singulares Augusti, la escolta imperial a caballo, hasta 2.000 hombres, soldados que fueron traídos desde las alae de las fronteras. Sus comitatus llegaron con ello hasta los 17.000 hombres, lo cual equivale a 31 cohortes de infantería y 11 alae de caballería. Esta tendencia dirigida a acercar las tropas al entorno del emperador siguió manteniéndose y llegó a su punto culminante en el siglo IV bajo el gobierno de Constantino I el Grande (312-337), cuyos comitatus pudieron alcanzar la cifra de 100.000 soldados, pueda que la cuarta parte de la totalidad de los efectivos del ejército.
El gobierno de Galieno fue testigo de la aparición de un nuevo puesto de oficial con el título de dux (en plural, duces), origen del título medieval de duque, y que en su creación suponía el mando sobre toda la caballería de los comitatus. Esta fuerza incluía los equites promoti (contingentes de caballería procedentes de las legiones), más la caballería ligera de Iliria (equites Dalmatarum) y caballería bárbara aliada (equites foederati). Bajo el gobierno de Constantino I el mando de la caballería de comitatus recibió el título de magister equitum ("maestro del caballo"), título que durante la República romana se otorgaba al segundo al mando del dictador. Sin embargo, ninguno de los títulos implica la existencia de un ejército de caballería de forma independiente, tal y como han sugerido algunos historiadores. La caballería que tenían a su cargo ambos oficiales estaba mezclada con infantería, siendo la infantería el elemento predominante.
El siglo III fue testigo de una reducción progresiva del tamaño de las legiones e incluso de algunas unidades auxiliares. Las legiones fueron divididas en unidades más pequeñas, lo cual queda evidenciado en la reducción del tamaño y el eventual abandono de las grandes bases tradicionales, documentado por ejemplo en Britania. Además, desde el siglo II en adelante la separación de ciertos destacamentos de sus unidades de origen se convirtió en una situación permanente en algunos casos, lo cual supuso la creación de nuevos tipos de unidades. Por ejemplo, la vexillatio equitum Illyricorum con base en Dacia a comienzos del siglo II los equites promoti o el numerus Hnaufridi en Britania. Esto llevó a la proliferación de diversos tipos de unidades durante el siglo IV, generalmente de menor tamaño que las del Principado. Por ejemplo, en el siglo II el término vexillatio hacía referencia a cualquier destacamento genérico de una legión o de un regimiento auxiliar, ya fuera caballería o infantería, mientras que en el siglo IV pasó a denominar a un tipo de regimiento de caballería de élite.
A partir del siglo III también comienzan a aparecer registros de pequeñas unidades regulares cuyos nombres hacían referencia a tribus bárbaras (y no las tribus de los antiguos peregrini). Se trataba de los foederati, tropas aliadas procedentes de tribus bárbaras y convertidas en tropas regulares en una tendencia que se aceleraría en el siglo IV. El ala I Sarmatarum, asentado en Britania, estaba probablemente compuesto por algunos de los 5.500 soldados de caballería sármata capturados y enviados a la guarnición de la Muralla de Adriano por el emperador Marco Aurelio ca. 175. No existe ningún dato que apunte a la existencia de unidades regulares de origen bárbaro en el ejército del Principado hasta el siglo III.

### Crisis delsigloIII

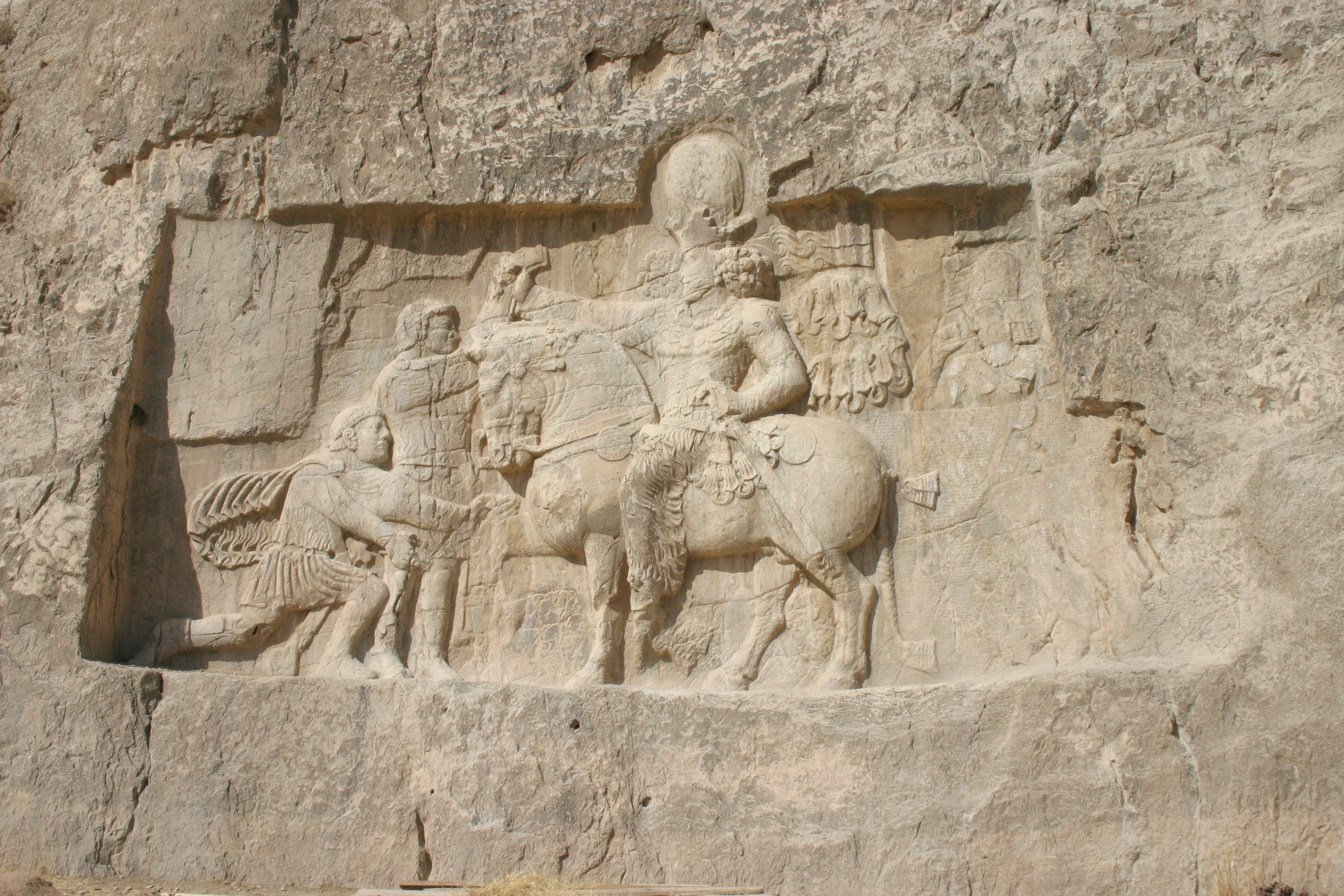
El emperador romano Valeriano I (a la izquierda, arrodillado) ruega por su vida tras ser capturado por el emperador persa, Sapor I (montado) en la batalla de Edesa (259), la más humillante de las derrotas sufridas por el imperio romano a finales del. Naqsh-e Rostam, cerca de Shiraz, Irán.

A mediados del siglo III el imperio se vio inmerso en una crisis militar y económica que por poco provoca su total desintegración. Se trató de una serie de catástrofes militares entre los años 251 y 271 cuando la Galia, las regiones alpinas de Italia, los Balcanes e Italia fueron invadidas por los alamanes, sármatas, godos y persas. Al mismo tiempo, el ejército romano sufría los efectos de una pandemia devastadora, la plaga de Cipriano (que hoy en día se cree que pudo ser viruela), y que comenzó en 251 y que seguía asolando a la población en 270, cuando acabó con la vida del emperador Claudio II Gótico (268-270). Existen datos acerca de una pandemia anterior, la Plaga Antonina, probablemente también de viruela, que a finales del siglo II supuso una mortalidad de entre el 15 y el 30% de la población del imperio. El autor Zósimo describió esta segunda pandemia como todavía peor que la anterior. Los ejércitos y, por extensión, las provincias fronterizas en las que estaban ubicados y de dónde se nutrían principalmente de reclutas eran más proclives a sufrir bajas por epidemia, dada la alta concentración de individuos y sus frecuentes movimientos a través del imperio.
La crisis del siglo III puso en marcha una reacción en cadena con efectos socioeconómicos que resultaron decisivos para el desarrollo del ejército tardío del imperio. La combinación entre la devastación bárbara y la reducción en la recaudación de impuestos implicó la emisión constante de moneda altamente devaluada. Por ejemplo, el antoniniano, una moneda de plata utilizada para el pago a los soldados durante este periodo, llegó a perder el 95% de su contenido en plata entre su primera acuñación en 215 y su retirada en la década de los años 260. Esto implica que se llegó a emitir 20 veces más dinero con la misma base de metal precioso, provocando una inflación desorbitada. Por ejemplo, el precio del trigo durante el gobierno de Diocleciano alcanzaba ya 67 veces el precio que tenía en la época del Principado. La moneda colapsó y el ejército se vio obligado a recaudar comida en los alrededores para obtener suministros. Estas recaudaciones se hacían sin tener en cuenta su justicia o no, llevando a la ruina a las provincias fronterizas en dónde se asentaban los principales ejércitos. Los salarios de los soldados perdieron cualquier tipo de valor, reduciendo a los reclutas del ejército al mero nivel de subsistencia. Esto provocó una reducción drástica de voluntarios, forzando al gobierno a mantener los ejércitos mediante levas y reclutamientos a gran escala de bárbaros dentro del ejército regular debido a las pérdidas de hombres a manos de la plaga. A mediados del siglo IV aproximadamente un cuarto de todos los reclutas eran personas nacidas fueras de las fronteras, cifra que alcanzaba un tercio en los regimientos de élite, lo que suponía un porcentaje muchísimo más alto que durante los siglos I y II.

### Junta militar

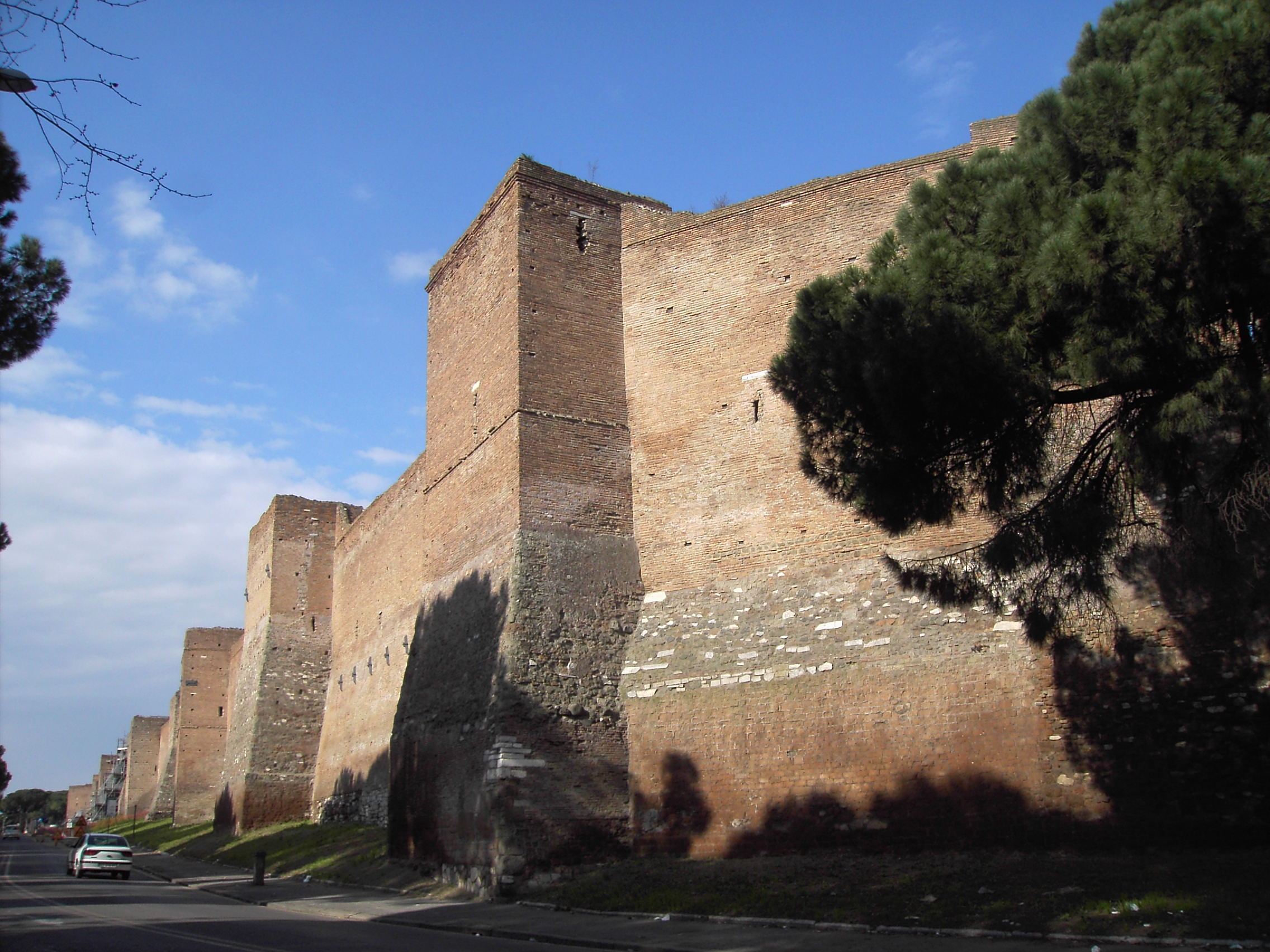
Murallas aurelianas, construidas en Roma por Aureliano en 270-5. Se trata de la primera construcción de una muralla en Roma desde las murallas servianas, construidas tras el saqueo de Roma por los galos 650 años antes, y que simbolizan la creciente inseguridad en el imperio del. Su altura original de 8 metros fue doblada hasta los 16 tras el segundo saqueo de Roma por los visigodos.

Hacia el siglo III, ilirios y tracios romanizados, la mayoría de ellos primipilares, y sus respectivos descendientes, llegaron a dominar los principales cargos oficiales en el ejército romano. Finalmente, esta clase de oficiales ilirios y tracios llegarían a tomar el control del propio estado. En 268, el emperador Galieno sufrió un golpe de Estado organizado por un grupo de oficiales ilirios, entre los que se incluían los futuros emperadores Claudio II Gótico y Aureliano (270–75). Ellos y sus sucesores Probo (276–82) y Diocleciano (284–305) y sus colegas de la tetrarquía formarían un tipo de junta militar de oficiales ilirios que habían nacido en las mismas provincias (algunos incluso en la misma ciudad, Sirmium, una gran base del ejército en Moesia Superior) o que habían servido en los mismos regimientos.
Este gobierno militar logró revertir los desastres militares que de los años 251-71 a través de una serie de victorias, la más notable de las cuales fue la batalla de Naissus, en la que un gran ejército de godos fue derrotado por Claudio II de forma tan aplastante que los godos no volverían a amenazar seriamente al imperio hasta casi un siglo después, en la batalla de Adrianópolis (378).
Este grupo de emperadores estuvo especialmente preocupado por la despoblación de las provincias fronterizas debido a las invasiones bárbaras y a la plaga durante la Crisis. El problema era especialmente acusado en sus propias provincias de origen del Danubio, en dónde gran parte de las tierras de cultivo se habían quedado abandonadas por falta de mano de obra. La despoblación implicaba una grave amenaza para el ejército, puesto que le privaba de sus principales fuentes de suministro y de reclutamiento. Por ello, la junta militar siguió una agresiva política de asentamiento de tribus bárbaras derrotadas dentro del territorio imperial y a escala masiva. Por ejemplo, Aureliano trasladó un gran número de carpianos a Panonia en 272. Además, hizo evacuar en 275 la provincia de Dacia, llevando a la población imperial al completo hacia Moesia, en una acción motivada por el mismo problema. Su sucesor, Probo, trasladó a 100.000 bastarnos a Moesia en 279/280 y, más tarde, cifras equivalentes de gépidos, godos y sármatas. Diocleciano mantuvo la misma política, transfiriendo en 297 cifras enormes de bastarnos, sármatas y carpianos (según Aurelius Victor, trasladó la tribu completa de carpianos).
Aunque se desconocen las condiciones exactas en los que se produjeron estos asentamientos (y pudieron variar), en general se reconocía el derecho a las tierras a cambio de una obligación de prestar el servicio militar bastante más fuerte que la cuota de reclutamiento normal. Esta política, desde el punto de vista del gobierno imperial, ofrecía un triple beneficio: debilitaba una tribu hostil, repoblaba las provincias fronterizas asoladas por la plaga (y llevaba los campos abandonados de nuevo a la producción) y ofrecía nuevos fondos de reclutamiento para el ejército. Sin embargo, también sería una política popular entre los prisioneros bárbaros, que a menudo se encontraban encantados con la idea de poseer tierras dentro del imperio. En el siglo IV, esas comunidades serían conocidas como laeti.
Los emperadores de origen ilirio gobernaron el imperio durante más de un siglo, hasta el año 379. En verdad, hasta 363 el poder estuvo en las manos de los descendientes de uno de los miembros originales de la junta. El padre de Constantino I, Constancio Cloro, fue césar durante la tetrarquía de Diocleciano. Su nieto, Juliano, gobernó hasta 363. Estos emperadores lograron restaurar la fuerza y efectividad del ejército, pero se centraron solamente en las necesidades e intereses de los soldados. También hubo una escisión entre éstos y las familias senatoriales más importantes que dominaban el Senado y que poseían gran parte de las tierras del imperio. Esto a su vez sirvió como caldo de cultivo para un sentimiento de alienación del ejército entre la aristocracia romana que, a finales del siglo IV, comenzaría a poner resistencia a las demandas exorbitantes del ejército con respecto a reclutas y suministros.

### Diocleciano

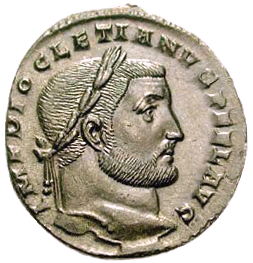
El emperador Diocleciano (gobernó 284–305), propulsor de una importante serie de reformas políticas y militares. Follis de bronce.

Diocleciano es reconocido ampliamente como el más grande de los emperadores de origen ilirio. Sus amplias reformas de carácter administrativo, económico y militar fueron dirigidas a ofrecer al ejército suficientes soldados, suministros e infraestructuras.

#### Estructura del mando militar
Las reformas administrativas de Diocleciano tenían los objetivos de asegurar la estabilidad política y ofrecer la infraestructura burocrática necesaria como para obtener los reclutas y las provisiones necesarias para el ejército. En el vértice de la pirámide, Diocleciano instituyó la tetrarquía. Esto implicaba la división del imperio en dos mitades, Oriente y Occidente, cada una de las cuales debía ser gobernada por un Augusto (emperador). A su vez, cada Augusto debía otorgar a su sucesor el título de César, de modo que actuasen como compañeros en el gobierno (cada César controlaba un cuarto del imperio). Este equipo formado por cuatro hombres tendría la flexibilidad de afrontar amenazas múltiples y simultáneas, a la vez que facilitaba una sucesión legítima en el poder. Sin embargo, la tetrarquía no tendría éxito en su objetivo principal, evitar las desastrosas guerras civiles provocadas por las múltiples usurpaciones en el poder durante el siglo III. Es más, la situación pudo haber sido peor, puesto que cada coemperador tenía con el nuevo sistema una fuerza importante de comitatus con la que intentar hacerse con el poder supremo. En realidad, Diocleciano llegó a ver en vida, desde su retiro, cómo sus sucesores luchaban entre ellos por el poder. Sin embargo, la división del imperio entre sus mitades oriental y occidental resultó mucho más duradera, reconociendo realidades diversas tanto desde el punto de vista geográfico como cultural. Se mantuvo durante casi todo el siglo IV y terminó siendo definitiva desde el año 395.
Diocleciano reformó la administración provincial, estableciendo una nueva jerarquía provincial de tres cabezas en lugar de la anterior jerarquía de una sola. Las 42 provincias del principado fueron subdidividas hasta casi triplicar ese número, llegando hasta aproximadamente las 120. Estas, a su vez, se agrupaban en 12 divisiones llamadas diócesis, cada una de las cuales quedaba al mando de un vicario. Las diócesis, por su parte, se agrupaban en cuatro prefecturas pretorianas, que correspondían a las cuatro regiones cuyo mando quedaba asignado a cada uno de los cuatro tetrarcas, y que a su vez contaban con la asistencia de un prefecto del pretorio que no debe confundirse con los antiguos comandantes de la Guardia Pretoriana, que ostentaban el mismo título. El objetivo de esta fragmentación de la administración provincial probablemente fue reducir la posibilidad de rebelión militar por parte de los gobernadores, que quedaron al mando de contingentes de tropas más reducidos.
También por esta época, y para ofrecer un mando militar más profesionalizado, Diocleciano comenzó a separar el mando militar del mando civil a nivel provincial. Los gobernadores perdieron el mando sobre las tropas de sus provincias, quedando estas a cargo de oficiales militares conocidos como duces limitis ("comandantes de las fronteras"). Puede que se nombraran unos 20 duces bajo el gobierno de Diocleciano. La mayoría de ellos recibían el mando de las tropas ubicadas en una misma provincia, pero algunos controlaban más de una provincia, como por ejemplo el dux Pannoniae primae et Norici ripensis. En cualquier caso, en escalones superiores el mando administrativo y militar seguía unido en las manos de los vicarii y los praefecti praetorio.
Por último, Diocleciano completó la exclusión de la clase senatorial (todavía dominada por la aristocracia italiana) de los mandos de mayor relevancia tanto militares como administrativos, con la excepción de aquellos en Italia.

#### Recursos humanos
Para asegurar que el ejército recibiera suficientes reclutas, parece que Diocleciano instituyó unas levas anuales sistemáticas de ciudadanos romanos, levas que no se habían puesto en marcha desde los tiempos de la República romana. Además, es probable que sea el responsable de un decreto que exigía que los hijos de los soldados y veteranos sirvieran también en el ejército.
Bajo el gobierno de Diocleciano se dobló el número de legiones, así como probablemente el de otras unidades. Sin embargo, es poco probable que el tamaño total del ejército se incrementara en igual porcentaje, dado que las fuerzas de las unidades parece que se vieron reducidas, y en algunos casos de forma muy drástica, por ejemplo, las nuevas legiones reclutadas por Diocleciano parece que solamente tenían 1000 hombres, en comparación con el número estándar aproximado de 5.500 en el Principado. A pesar de ello, los historiadores están generalmente de acuerdo en que Diocleciano incrementó sustancialmente el tamaño del ejército, en al menos un 33%. Sin embargo, la única cifra que nos ha llegado cifra el tamaño del ejército de Diocleciano en 390.000 hombres, lo cual arroja un valor muy parecido al que existía cerca del año 130 durante el reinado del emperador Adriano, y muy por debajo de la cifra récord de 440.000, con Septimio Severo como emperador. La aparente contradicción puede ser resuelta si se acepta que la cifra de partida de Diocleciano era mucho menor que la de Septimio Severo, y que el tamaño del ejército se había reducido drásticamente como resultado de las pérdidas debidas a la plaga y a los desastres militares de finales del siglo III.

#### Suministros
La principal preocupación de Diocleciano fue crear un sistema que permitiera aprovisionar del ejército sobre una base racional y sostenible. Para ello, el emperador puso fin al sistema de exacciones arbitrarias de comida (indictiones) que tenían lugar sobre todo en las provincias fronterizas. En su lugar, creó un sistema regular de indictiones anuales en virtud del cual se reclamaba una cuantía concreta de impuestos con 5 años de antelación y relacionada con la cantidad de tierra cultivable existente en cada provincia. Esté cálculo se apoyaba en los resultados de un censo relativo a la tierra, habitantes y ganado del imperio. Para solventar el problema de la despoblación rural y la consecuente pérdida de producción de alimentos, decretó que los campesinos, que siempre habían sido libres en la época del principado, estuvieran obligados a permanecer en la localidad en la que estaban registrados por el censo. Esta medida tuvo el efecto de atar legalmente a los agricultores (coloni) y a sus descendientes a las tierras de los terratenientes.

#### Infraestructuras militares
En paralelo a la restauración del tamaño del ejército, los esfuerzos y los recursos de Diocleciano fueron dirigidos a una actualización masiva de la infraestructura defensiva existente en todas las fronteras del Imperio, incluyendo la creación de nuevas fortificaciones y nuevas vías militares.

### Constantino

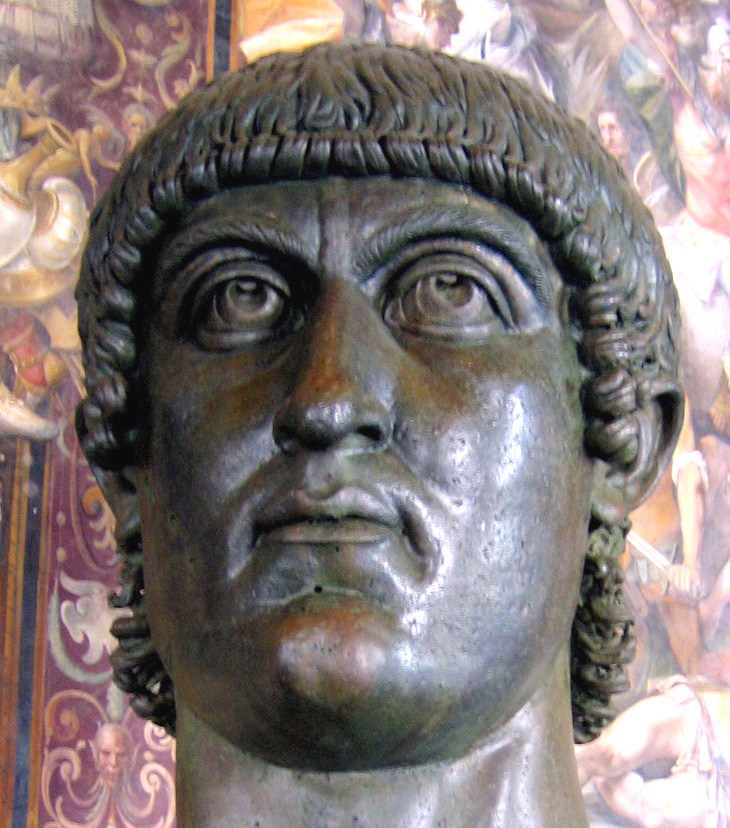
El emperador Constantino I el Grande (gobernó 312–37), estableció la primera escolta imperial (comitatus) a gran escala, y dividió el ejército entre el ejército de escolta (comitatenses) y el fronterizo (limitanei), dando al ejército romano tardío la estructura que se describe en la Notitia Dignitatum. Busto del Musei Capitolini, Roma.

Tras derrotar a Majencio en 312, Constantino I disolvió la Guardia Pretoriana, poniendo fin a un cuerpo militar cuya existencia se había mantenido durante más de 300 años. Aunque el motivo inmediato fue el apoyo que la Guardia Pretoriana había prestado a Majencio, el hecho es que la existencia de una fuerza como esa, asentada en Roma, había quedado obsoleta teniendo en cuenta que los emperadores raramente residían ya en la capital. La labor de escolta imperial de la caballería de la Guardia, los equites singulares Augusti, era ahora llevado a cabo por los scholae. Estos regimientos de caballería de élite existían en tiempos de Constantino, y puede que fueran fundados por Diocleciano.
Constantino incrementó su cuerpo de comitatus hasta alcanzar el tamaño de una unidad principal y permanente. Llevó a cabo esta labor mediante la adición a los comitatus de diversas unidades traídas de las fronteras provinciales y mediante la creación de nuevas unidades: más caballería vexillationes y nuevas unidades de nuevos tipos de infantería llamados auxilia. La nueva unidad de comitatus fue puesta al cargo de dos nuevos oficiales, un magister peditum para dirigir la infantería y un magister equitum para la caballería. Los soldados de esta nueva unidad serían llamados formalmente comitatenses para distinguirles de los soldados de las fuerzas fronterizas (limitanei).
El tamaño de los comitatus de Constantino no está claro. Según Zósimo, Constantino movilizó 98.000 hombres en su guerra contra Majencio, y es probable que la mayoría de ellos permanecieran luego como sus comitatus. Esta cifra representaría alrededor de un cuarto de la fuerza total del ejército, si se acepta que el ejército de Constantino se cifraba en 400.000 hombres. Tampoco está claro el motivo principal al que obedecía la creación de un comitatus tan grande. La visión tradicional considera que los comitatus eran una reserva estratégica que podía enviarse contra las invasiones bárbaras más importantes que lograban penetrar las fronteras imperiales, o como el núcleo de los grandes ejércitos expedicionarios que se enviaban fuera de las fronteras. Sin embargo, historiadores posteriores han considerado que su función primaria era asegurar la posición del emperador frente a usurpadores potenciales.
Constantino I completó la separación de los mandos militares de la estructura administrativa. Los vicarii y los praefecti praetorio perdieron el mando sobre los ejércitos y se convirtieron en oficiales puramente administrativos. Sin embargo, mantuvieron un papel crucial en asuntos militares, en tanto en cuanto siguieron siendo los responsables del reclutamiento, el pago y, sobre todo, el suministro del ejército. No está claro si los duces de las fronteras pasaron a reportar directamente al emperador o a uno de los dos magistri de los comitatus.
Adicionalmente, Constantino parece haber reorganizado las tropas fronterizas a lo largo del Danubio, reemplazando las antiguas alae y cohortes con nuevas unidades de  cunei (caballería) y auxilia (infantería) respectivamente. No está claro hasta qué punto diferían el nuevo estilo de unidades con respecto a las antiguas, pero aquellas estacionadas en la frontera pudieron haber sido más pequeñas, puede que de la mitad de tamaño. En otros sectores distintos al del Danubio sobrevivieron los regimientos auxiliares antiguos.
El historiador del siglo V Zósimo realiza una dura crítica contra la creación de los grandes comitatus, acusando a Constantino de echar por tierra la labor de su predecesor Diocleciano a la hora de fortalecer las defensas fronterizas. Sin embargo, la crítica de Zósimo probablemente resulte excesiva, por cuanto los comitatus ya existían en tiempos de Diocleciano y dado que Constantino también reclutó nuevos contingentes para expandir su comitatus, además de incorporar algunos ya existentes. En cualquier caso, la mayoría de los comitatus fueron traídos de unidades fronterizas existentes. Esta retirada de grandes cantidades de soldados inevitablemente debió incrementar las incursiones con éxito de bárbaros a través de las defensas fronterizas.

### Finales delsigloIV
A la muerte de Constantino en 337, sus tres hijos Constantino II, Constancio II y Constante dividieron el imperio entre los tres, gobernando Constantino el oeste (Galia, Britania e Hispania), Constante el centro (Italia, África y los Balcanes) y Constancio el este. También se repartieron el control sobre los comitatus. Para el año 353, siendo Constancio el único superviviente, parece que estos 3 comitatus quedaron permanentemente asentados en estas regiones: en la Galia, en Illyricum y en oriente. Los de la galia y oriente quedaron al mando de un magister equitum y el de Illyricum bajo un comes (en plural, comites, de dónde deriva el título conde). Para la década de los años 360, los duces fronterizos reportaban a su comandante regional. En cualquier caso, y además del comitatus regional, Constancio retuvo con él una fuerza que le acompañaba a todas partes, y que pasó a ser conocida como comitatus praesentalis (el ejército de escolta imperial). Estos tres ejércitos regionales fueron incrementándose gradualmente hasta que para la época de la Notitia (ca. 400), había ya 6 en el oeste y 3 en el este. Estos se correspondían a las diócesis fronterizas de, en el oeste, Britannia, Tres Galliae, Illyricum (occidental), Africa e Hispaniae; y en el este Illyricum (oriental), Thraciae y Oriens. Por lo tanto, el comandante del comitatus regional se convirtió en la contrapartida militar al vicarius, la cabeza de la administración civil, quedando al mando de todas las fuerzas militares de la diócesis y de los duces. La evolución de los comitatus regionales fue una reversión parcial de la política de Constantino, y uno de los argumentos de la crítica de Zósimo, que afirmaba que los limitanei habían quedado sin apoyo suficiente.
A pesar de la proliferación de los comitatus regionales, los ejércitos de escolta imperiales siguieron existiendo, y en la época de la Notitia existían tres comitatus praesentales, cada uno de ellos formado por entre 20.000 y 30.000 soldados, lo cual suponía un total aproximado de 75.000 hombres. Si se acepta la estimación de la fuerza total del ejército de 350.000 soldados, los ejércitos de escolta imperial todavía mantendría entre un 20 y un 25% del total de efectivos. Los regimientos que permanecieron en estos ejércitos serían renombrados, no más tarde de 365, como los Palatini (literalmente "del palacio"), un grado superior de  comitatenses. Los regimientos pasaron a clasificarse en cuatro grados que denotaban la calidad, el prestigio y la paga. En orden descendiente, los grados eran scholares, palatini, comitatenses y limitanei.

## Tamaño del ejército
Tradicionalmente los historiadores consideraban que el ejército del siglo IV era mucho más grande que el del siglo II, que operaba en una región el doble de grande. Agatías, escritor de finales del siglo VI, ofrece una cifra global de 645.000 efectivos para el ejército "en los viejos tiempos", comentario que se presume que hacía referencia a la época de Constantino I. Esta cifra probablemente incluya las flotas, quedando un total cercano a los 600.000 para el ejército de tierra. A.H.M. Jones, en su obra Later Roman Empire (1964), uno de los estudios fundamentales del ejército romano tardío, calcula una cifra similar de 600.000 soldados (excluyendo flotas) aplicando sus propias estimaciones de los tamaños de las unidades a la lista que aparece en la Notitia Dignitatum.
Sin embargo, historiadores más recientes no comparten esta visión. La cifra de Agatías, en el caso de que tengan validez, representarían como mucho las cifras oficiales, y no las reales, del ejército de Constantino. En realidad, la evidencia apunta a que las unidades tardías pudieron estar muy por debajo de su fuerza real, llegando a tan solo dos tercios de su fuerza teórica. Por lo tanto, la cifra teórica de 600.000 que Agatías aporta puede que solamente significara unos 400.000 hombres reales. Esta cifra encajaría con otras cifras totales que aportan otras fuentes antiguas, como por ejemplo el escritor del siglo VI, Juan Lido, que afirma que el ejército de Diocleciano estaba compuesto por 389.704 soldados, excluyendo flotas. Los historidadores consideran que Lido tiene más credibilidad que Agatías por la precisión de su cifra, que implica que fue tomada de algún documento oficial, y por el hecho de que la adscribe a un periodo temporal concreto.
La cifra de 600.000 efectivos que ofrece Jones se basa en estimaciones sobre las fuerzas de las unidades de limitanei que pueden ser demasiado elevadas. Jones calculó las fuerzas de las unidades en Egipto en época de Diocleciano utilizando para ello las evidencias encontradas en papiros que trataban sobre el pago de las unidades. Sin embargo, una revisión rigurosa de esa evidencia llevada a cabo por R. Duncan-Jones llegó a la conclusión de que Jones sobreestimó los tamaños de dichas unidades entre 2 y 6 veces. Por ejemplo, Jones estimó el tamaño de las legiones de las fronteras en aproximadamente 3.000 hombres, y de otras unidades en aproximadamente 500. Las revisiones realizadas por Duncan-Jones arrojan datos muy distintos: legiones fronterizas compuestas por tan solo 500 hombres, un ala de tan solo 160 y una unidad de equites de tan solo 80. Incluso admitiendo la posibilidad de que algunas de estas unidades fueran destacamentos de unidades más grandes, es muy probable que el tamaño de las unidades de Diocleciano fueran mucho menores que las de épocas más tempranas.
Las cifras de Duncan-Jones se apoyan también en las evidencias obtenidas de las distintas excavaciones realizadas en todas las fronteras imperiales, y que sugieren que los fuertes de épocas más tardías fueron diseñados para acomodar unas guarniciones mucho más pequeñas que aquellas del Principado. Cuando existe paralelismo entre esos lugares y los fuertes que aparecen en la Notitia, la implicación es que sus unidades residentes eran también más pequeñas. Entre los ejemplos se incluye la Legio II Herculia, creada por Diocleciano, y que ocupaba un fuerte de tan solo una séptima parte el tamaño de una base legionaria típica del Principado, lo cual implicaría una fuerza de unos 750 hombres. En Abusina, en el Rín, la Cohors III Brittonum estaba acantonada en un fuerte cuyo tamaño, comparado con el antiguo fuerte de la época de Trajano, era tan solo del 10%, sugiriendo que ahora tan solo contaba con unos 50 hombres. Esta evidencia, sin embargo, debe tomarse con precaución, por cuanto la identificación de los lugares arqueológicos con los que aparecen en la Notitia es a menudo tentativa y, una vez más, las unidades en cuestión podrían ser meros destacamentos, es frecuente que en la Notitia aparezca una misma unidad en dos o tres ubicaciones simultáneamente. En cualquier caso, la evidencia arqueológica es favorable a la teoría del pequeño tamaño de las unidades fronterizas.
Al mismo tiempo, trabajos más recientes han sugerido que el ejército regular del siglo II era considerablemente más grande que la cifra aproximada y tradicionalmente aceptada de 300.000 hombres. Esto se debe a que los auxilia del siglo II no equivalía en número a las cifras de las legiones, como ocurría a principios del siglo I, sino que era casi un 50% mayor. El ejército del Principado probablemente alcanzó un máximo de cerca de 450.000 hombres, excluyendo flotas y foederati, a finales del siglo II. Es más, existen evidencias que sugieren que la fuerza real de las unidades del siglo II era mucho más cercana a la fuerza oficial (c. 85%). En cualquier caso, las estimaciones sobre el tamaño del ejército del Principado se basan en evidencias mucho más sólidas que las del periodo tardío, que son altamente especulativas, tal y como muestra la siguiente tabla.
| Cuerpo militar        | Tiberio 24 | Adriano ca. 130 | S. Severo 211 | Crisis del s. III ca. 270 | Diocleciano 284–305 | Constantino I 337 | Notitia ca. 420 |
| --------------------- | ---------- | --------------- | ------------- | ------------------------- | ------------------- | ----------------- | --------------- |
| LEGIONES              | 125.000    | 155.000         | 182.000       |                           |                     |                   |                 |
| AUXILIA               | 125.000    | 218.000         | 250.000       |                           |                     |                   |                 |
| GUARDIA PRETORIANA    | ~~5.000    | ~10.000         | ~10.000       | ~5.000                    |                     |                   |                 |
| Ejército romano total | 255.000    | 383.000         | 442.000       | 290.000?                  | 390.000             | 410.000?          | 350.000?        |

NOTA: Los tamaños hacen referencia solamente el ejército regular terrestre (se excluyen las unidades bárbaras de foederati y los efectivos de la armada)

## Estructura del ejército
El ejército de finales del siglo IV contenía tres tipos de tropas: Los ejércitos de escolta imperial (comitatus praesentales), asentados normalmente cerca de las capitales imperiales (Milán en occidente, Constantinopla en oriente), pero que normalmente acompañaban al emperador en campaña; los ejércitos de campo regionales (comitatus), asentados en regiones estratégicas o cerca de las fronteras; y los ejércitos de las fronteras (exercitus limitanei).
Los primeros dos tipos de ejército a menudo se definen como "ejércitos móviles" debido a que, al contrario que las unidades de limitanei no se situaban en posiciones fijas. Sin embargo, su rol estratégico era bastatne diferente. El principal objetivo de los ejércitos de escolta era probablemente asegurar la posición del emperador contra usurpadores: la mera existencia de una fuerza tan poderosa debería disuadir a muchos rivales potenciales y, si no lo hacía, serviría para derrotarle. Su papel secundario era acompañar al emperador en las campañas principales (guerras en el extranjero o enfrentamiento contra las principales invasiones bárbaras). Los comitatus regionales, por otro lado, tenían el deber de apoyar a los limitanei en las operaciones de la región en la que estuvieran asentados.

### Estructura del alto mando

#### Este

Estructura del alto mando del ejército romano de oriente ca. Los mandos y tamaños del ejército se basan en la información de la Notitia Dignitatum Orientis. El magistri militum oriental, en mando de los ejércitos de comitatus, reportaba directamente al emperador. Los duces aparecen reportando a su magister militum diocesano, tal y como sugieren Jones y Elton. Las ubicaciones indican los campamentos de invierno habituales de este periodo.

Estructura del alto mando del ejército romano de occidente ca. 410–425. Los mandos y tamaños del ejército se basan en la información de la Notitia Dignitatum. Las relaciones entre duces y comites figuran como en oriente, con los duces reportando a los altos oficiales de sus diócesis (mientras que la Notitia los ubica directamente bajo el magister utriusque militiae). Las ubicaciones indican los campamentos de invierno habituales de este periodo.

La sección oriental de la Notitia Dignitatum está fechada ca. 395, a la muerte de Teodosio I. Por esta época, según dicho documento, existían en oriente dos ejércitos de escolta imperial (comitatus praesentales), cada uno de ellos comandado por un magister militum praesentalis, el rango militar más alto y que reportaba directamente al emperador. Estos contenían unidades de grado principalmente palatini. Además había 3 comitatus regionales ubicados en las diócesis de Illyricum oriental, Thraciae y Oriens, compuestas principalmente por tropas de grado comitatenses. Cada uno de estos cuerpos estaba al mando de un magister militum, que también reportaba directamente al emperador.
Una anomalía que se daba en el imperio de oriente era la existencia de dos cuerpos de tropas de limitanei, en Egipto y en Isauria, que estaban comandadas por un comes rei militaris cada una, en lugar de por un dux. Estos generales reportaban directamente al emperador según la Notitia. Sin embargo, decretos imperiales de ca. 440 muestran a estos dos oficiales reportando al magister militum per Orientem. Una posible explicación para esta discrepancia es que tuviera lugar una reestructuración entre 395 y 440. Para esta última fecha, si no antes, el magister militum per Orientem se había convertido en el responsable de las fuerzas militares de toda la prefectura oriental, incluyendo Anatolia y Egipto, y no solo de la diócesis de Oriens.
Los 13 duces fronterizos de oriente aparecen enumerados en la Notitia en función de la diócesis en la que sus fuerzas estaban desplegadas: Illyricum oriental (2 duces), Thraciae (2), Pontica (1), Oriens (6) y Aegyptum (2). Jones y Elton argumentan que, desde la década de los años 360 en adelante los duces pasaron a reportar al comandante de sus comitatus diocesanos: el magister militum por Illyricum, Thracias, Orientem y el comes por Aegyptum, respectivamente (vasándose en Amiano para el periodo 353-78 y de 3 decretos imperiales fechados en 412, 438 y 440). El dux Armeniae aparece en la diócesis Póntica, cuyo comandante no aparece especificado en la Notitia pero que probablemente era el magister praesentalis II en la época de la Notitia. Más tarde, el dux Armeniae parece que quedó bajo el mando del magister militum per Orientem. La estructura oriental que aparece en la Notitia permaneció esencialmente intacta hasta la época de Justiniano I (525-65).

#### Oeste
La sección occidental se completó considerablemente más tarde que su contrapartida oriental, ca. 425, después de que el oeste hubiera sido asolado por las tribus bárbaras. Sin embargo, parece que la sección occidental fue compilada en diversas ocasiones y reorganizada varias veces en el periodo entre los años 400 y 425 (por ejemplo, las disposiciones relativas a Britania debieron datar de antes del año 410, fecha en la que las tropas romanas se retiraron de las islas definitivamente). Esto refleja la confusión de la época, con continuos cambios en la disposición de los ejércitos y de los mandos militares para reflejar las necesidades de cada momento (por ejemplo, el gran comitatus en Hispania no estaba en una diócesis fronteriza, pero durante esos años tuvo que lidiar con las invasiones de los visigodos, suevos, vándalos y alanos. En consecuencia, la sección oriental de la Notitia no es representativa de la estructura de mando occidental tal y como existía en 395. Además, mientras que la sección oriental representa el comienzo o la estructura esencial que daría lugar al ejército del Imperio romano de oriente, y que permanecería hasta ca. 550, la sección occidental representa un ejército en crisis y cercano a su desaparición. La escala del caos existente en este periodo queda ilustrado por el análisis de las unidades del ejército de occidente llevado a cabo por Heather. De 181 regimientos de comitatus enumerados para el año 425, solo 84 existían antes de 395, y muchos de los regimientos de los comitatus tan solo eran unidades de limitanei que habían sido ascendidas, lo que implica la destrucción o disolución de unos 76 regimientos de comitatus durante el periodo 395-425. Para el año 460, el ejército de occidente estaba prácticamente disuelto.
La estructura occidental difería sustancialmente de la oriental. En el oeste, el emperador no controlaba directamente a los generales regionales de los comitatus, que en su lugar reportaban a un militar supremo que, según la Notita, recibía el título de magister peditum praesentalis (literalmente, "maestro de la infantería en la presencia del emperador"), pero que según otras fuentes recibía el título equivalente de magister utriusque militiae (literalmente, "maestro de ambos servicios", es decir, tanto caballería como infantería). Este oficial era el general supremo de todas las fuerzas occidentales y, según la Notita tenía a un segundo al mando conocido como magister equitum praesentalis. A su mando se encontraban todos los comitatus diocesanos de occidente: Galia, Britania, Illyricum occidental, África, Tingitania e Hispania. En contraste con sus contrapartidas de oriente, el rango de estos oficiales no era magister militum, sino de meros comes, salvo por el magister equitum per Gallias. Presumiblemente esto se debía a que todos los comitatus salvo el de la Galia tenían un tamaño inferior a los entre 20.000 y 30.000 hombres, ejército tipo al cargo de un magister militum. Esta estructura anómala, con el emperador flanqueado por un generalísimo, había aparecido con la ascensión al poder del general Estilicón (395-410), nombrado por Teodosio I como el guardián de su hijo y sucesor Honorio. Tras la muerte de Estilicón en 410, una serie de emperadores débiles hicieron posible la permanencia de esa posición, ocupando el cargo personajes como Aecio o Ricimero, hasta la disolución final del imperio occidental en 476.
Según la Notitia, 10 de los 12 duces de occidente también reportaban directamente al magister utriusque militiae y no a sus comes regionales. Sin embargo, esto no encaja con la situación en oriente y probablemente no refleja la situación real en 395 o incluso en 425. Habría sido claramente una organización muy poco práctica, dado que la falta de conexión entre los mandos habría hecho imposible la operación conjunta entre los comitatus y los ejércitos fronterizos. El periodo caótico entre 406 y 425 probablemente llevó a diversos cambios ad hoc en las relaciones entre los mandos en función de las necesidades del momento. Enfrentados con los confusos datos de borradores anteriores, los redactores finales de la Notitia presumiblemente decidieron en tomar la solución más simple, mostrando a todos los oficiales reportando directamente al magister utriusque militiae. Sin embargo, sí que sobrevive alguna traza de verdadera organización: la Notitia muestra a los duces de Caesariensis y de  Tripolitania reportando al comes Africae. El único dux que probablemente reportó directamente al magister utriusque militiae fue el dux Raetiae I et II, cuyas provincias pertenecían a la diócesis de Italia.

#### Scholae
Tanto en oriente como en occidente los scholae, la escolta personal de caballería del emperador, quedó fuera de la cadena normal de mando. Según la Notitia, los tribuni (comandantes) de los scholae reportaban al magister officiorum, un oficial de carácter civil. Sin embargo, probablemente esto era tan solo a efectos administrativos. En campaña, un tribunus scholae probablemente reportaba directamente al mismo emperador.

### Bases
Las tropas fronterizas y los comitatus tenían distintos tipos de asentamientos. La mayor parte de las unidades fronterizas estaban ubicadas en fuertes, al igual que sus predecesoras, los regimientos auxiliares del Principado (en muchos casos incluso en los mismos fuertes). Algunas unidades más grandes de limitanei (legiones y vexillationes) tenían su base en ciudades, probablemente en barracones permanentes.
Las tropas de comitatus también se asentaban en ciudades cuando no estaban en campaña (en esos casos sus bases serían campamentos temporales). Sin embargo, parece que no era habitual que ocuparan estructuras específicas para acomodarles, como ocurría con los limitanei. Según la evidencia legal, parece que normalmente eran alojados de forma obligatoria en casas particulares (hospitalitas). Esto se debe a que a menudo pasaban el invierno en distintas provincias: Los comitatus praesentales acompañaban a sus respectivos emperadores en campaña, y los comitatus regionales solían cambiar los cuarteles de invierno de acuerdo con las necesidades operacionales. Sin embargo, durante el siglo V los emperadores raramente encabezaban en persona las campañas, por los que los praesentales se volvieron más estáticos en sus bases de invierno. El comitatus praesentalis occidental normalmente se encontraba asentado en o alrededor de la ciudad de Mediolanum (Milán) y los dos comitatus de oriente en las vecindades de Constantinopla.

### Regimientos
Los cambios en la estructura de las unidades en el siglo IV supusieron la reducción del tamaño de las unidades y el incremento del número de éstas, estableciendo nuevos tipos de unidades y creando una jerarquía más compleja que la que había existido con las viejas legiones y los auxilia.

#### Tamaño de las unidades

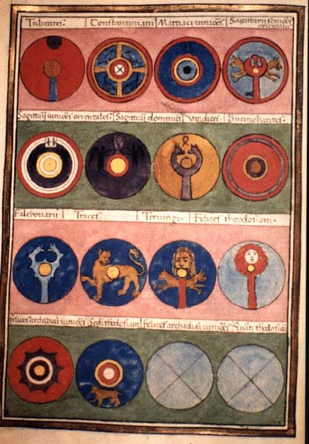
Insignias de los escudos de los regimientos bajo el mando del Magister Militum Praesentalis II del ejército romano de oriente ca. 395. Página procedente de la Notitia Dignitatum, una copa medieval de un registro tardío romano sobre los mandos militares.

Los datos sobre la fuerza de las unidades militares tardías está muy fragmentado y resulta equívoco. La tabla siguiente ofrece algunas estimaciones recientes de los tamaños de las unidades en función de su tipo y grado:
| Caballería Tipo de unidad | Comitatenses (inc. palatini) | Limitanei | XXXXX | Infantería Tipo de unidad | Comitatenses (inc. palatini) | Limitanei |
| ------------------------- | ---------------------------- | --------- | ----- | ------------------------- | ---------------------------- | --------- |
| Ala                       |                              | 120–500   |       | Auxilium                  | 400–1,200                    |           |
| Cuneus                    |                              | 200–300   |       | Cohors                    |                              | 160–500   |
| Équites                   |                              | 80–300    |       | Legio                     | 800–1.200                    | 500–1000  |
| Schola*                   | 500                          |           |       | Milites                   |                              | 200–300   |
| Vexillatio                | 400–600                      |           |       | Numerus                   |                              | 200–300   |

*Los scholares no eran técnicamente comitatenses
Todavía existen muchas dudas, especialmente en lo relativo al tamaño de los regimientos de limitanei, tal y como se puede apreciar en los amplios rangos de las estimaciones. También es posible, si no probable, que el tamaño de las unidades variase a lo largo del siglo IV. Por ejemplo, parece que Valentiniano I dividió unas 150 unidades de comitatus para compartirlas con su hermano y comperador Valente. Las unidades resultantes pudieron haber quedado mediadas en cuanto a su fuerza original, salvo que se hubiese producido un gran esfuerzo de recultamiento para que todas quedaran con su fuerza original. Se cree que los scholae estaban compuestos por unos 500 soldados a raíz de una referencia del siglo VI. En cuanto a los comitatus, existe un consenso acerca de que las vexillationes estaban formadas por unos 500 hombres y que las legiones eran aproximadamente de 1000. La mayor duda se centra en el tamaño de los regimientos de infantería auxilia palatina, creados originalmente por Constantino. Los datos son contradictorios, sugiriendo tamaños de entre 500 y 1000 soldados. Si la cifra más alta fuera cierta, entronces habría pocas diferencias que diferenciasen los auxilia de las legiones, lo cual es el argumento más fuerte para defender la cifra de ca. 500.
Existen opiniones divididas con respecto al tamaño de las unidades de limitanei. Jones y Elton sugieren a partir de la escasa y ambigua evidencia literaria que las legiones fronterizas tenían aproximadamente 1000 hombres, mientras que las otras unidades ubicadas en la región tenían unos 500 cada una. Otras estudios a partir de papiros y de evidencias arqueológicas más recientes consideran que el tamaño medio de las unidades delimitanei probablemente era la mitad del estimado por Jones y Eltonm es decir, de cerca de 500 para las legiones y de 250 para otras unidades.

#### Tipos de unidades

##### Scholae
A pesar de existir desde comienzos del siglo IV, el único listado completo de scholae con el que contamos está recogido en la Notitia, que muestra la situación a finales del siglo IV y comienzos del siglo V. Para aquella época, había 12 scholae, de los cuales 5 estaban asignados al emperador de occidente y 7 al de oriente. Estos regimientos de caballería de escolta imperial podrían haber sumado unos 6.000 hombres, en comparación con los 2.000 equites singulares Augusti de finales del siglo II. La gran mayoría (10) de los scholae eran caballería "convencional", con armadura similar a los alae del Principado, y portando los título scutarii ("hombres-escudo"), armaturae ("armadura") o gentiles ("nativos"). Estos términos parecen haberse convertido en títulos honoríficos, si bien originalmente pudieron haber resaltado un equipamiento especial o una composición étnica (gentiles era un término utilizado para describir a bárbaros admitidos en el imperio a condición del servicio militar). Solo dos scholae, ambos en oriente, eran unidades especializadas: había un schola de clibanarii (catafractos, o caballería muy pesada), y una unidad de arqueros a caballo (sagittarii). 40 soldados selectos de los scholae, llamados candidati por sus uniformes de color blanco, actuaban como guardaespaldas personales del emperador.

##### Comitatenses (inc. palatini)
En los ejércitos comitatus (tanto de escolta como regionales) los regimientos de caballería eran conocidos como vexillationes, y los regimientos de infantería podían ser legiones o auxilia. Los auxilia siempre tenían el grado de palatini, enfatizando su estatus de élite, mientras que las legiones podían tener grado palatini o comitatenses.
La mayoría de los regimientos de caballería romana de los comitatus (61%) mantuvieron el tipo tradicional semi-acorazado, con equipamiento y papel táctico similar al que habían tenido los alae en el ejército del principado. Estos regimientos portan una gran variedad de títulos: comites, equites scutarii, equites stablesiani o equites promoti. De nuevo, estos títulos probablemente se debían a cuestiones tradicionales, y no hacían referencia a las diferencias reales entre las funciones o los tipos de unidades. El 24% de los regimientos eran caballería ligera sin armadura, conocida como equites Dalmatae, Mauri (mauritana) o sagittarii (arqueros a caballo), con un papel táctico principal de hostigamiento y persecución. La caballería mauritana había servido en el ejército romano como auxiliares desde los tiempos de la segunda guerra púnica, hacía ya 500 años. Los equites Dalmatae, por otro lado, parecen ser regimientos que empezaron a reclutarse durante el siglo III. El 15% de los regimientos de caballería de comitatus eran cataphracti (catafractos) o clibanarii, de armadura pesada y válidos para la carga directa (tan solo uno de esos escuadrones aparece enumerado como regimiento de comitatus en la Notitia)
Los regimientos de infantería solían luchar en formaciones cerradas, como hicieron sus antecesores del Principado. Su equipamiento era más o menos similar al de los auxiliares del siglo II, con algunas modificaciones.

##### Limitanei
Entre las tropas de limitanei se podían encontrar la mayoría de los tipos de regimientos. Entre le infantería se pueden encontrar regimientos llamados milites, numeri o auxilia así como las antiguas legiones y cohortes. Los regimientos de caballería aparecen nombrados como equites, cunei o las antiguas alae.
Las evidencias apuntan a que los regimientos de comitatenses eran considerados de mayor calidad que los de limitanei. Sin embargo, no debiera exagerarse esa diferencia. Las sugerencias acerca de que los limitanei pudieron ser milicias a tiempo parcial de granjeros locales, de poca capacidad de combate, han sido rechazadas por muchos de los historiadores modernos. Las evidencias apuntan a que los limitanei eran profesionales a tiempo completo. Tenían a su cargo la labor de combatir con las incesantes incursiones de bárbaros a pequeña escala, uno de los principales problemas de seguridad del imperio. Por ello resulta probable que su preparación para el combate y su experiencia fueran altos. Esto se demuestra en el sitio de Amida (359) en el que las legiones fronterizas asediadas fueron capaces de resistir a los persas con gran habilidad y tenacidad. Elton sugiere que la falta de mención en las fuentes de incursiones bárbaras de entidad menor a 400 hombres implica que éstas eran enfrentadas de forma rutinaria por las tropas fronterizas sin necesidad de asistencia por parte de los comitatus. Los regimientos de limitanei a menudo se unían a los comitatus para campañas específicas, y en ocasiones eran retenidos por los  comitatus durante largos periodos con el título de pseudocomitatenses, implicando una capacidad de combate adecuada.

##### Especialistas

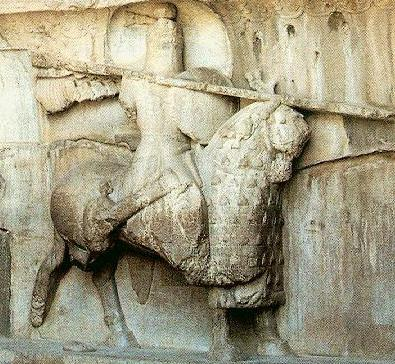
Relieve de un guerrero de caballería sasánida pesadamente armado. Porta lo que probablemente es una protección de malla para la cara. Es posiblemente el tipo de armadura a la que hacía referencia el término romano clibanarius, que probablemente siginificaba "hombre horno" en referencia al calor que podía llegar a haber en el interior de toda esa armadura. Nótese también el caparazón acorazado del canallo. Taq-e Bostan, Irán.

El ejército romano tardío contaba entre sus filas con un número significativo de caballería muy pesada conocida como equites cataphractarii (del griego kataphraktos, que significa "completamente cubiertos"). Estaban cubiertos desde el cuello hasta los pies por armaduras de escamas o de láminas, y sus caballos a menudo iban también cubiertos. Los catafractos portaban una larga y pesada lanza llamada contus, de aproximadamente 3,65 metros de largo, que empuñaban con ambas manos. Algunos también portaban arcos. La táctica principal de los catafractos era la carga directa, que buscaba romper las líneas enemigas concentrando una fuerza insuperable en una sección determinada de estas. Un tipo de catafracto conocido como clibanarius también aparece en los registros del siglo IV. Este término pudo derivar del griego klibanos (un horno de pan) o de alguna palabra persa. Es posible que clibanarius fuese simplemente un nombre alternativo para el catafracto, o que se tratase de un catafracto con algún tipo de especialidad.
Este tipo de caballería fue desarrollada por las tribus nómadas iraníes de las estepas euroasiáticas desde el siglo VI a. C. en adelante: los pueblos escitas y sus parientes los sármatas. Su uso fue adoptado por los partos en el siglo I a. C. y más tarde por los romanos, que lo necesitaban para contrarrestar a los partos en oriente y a los sármatas a lo largo del Danubio. El primer regimiento de catafractos romanos que aparece en un registro arqueológico es el ala I Gallorum et Pannoniorum cataphractaria, encontrado en Panonia a comienzos del siglo II. Los catafractos romanos, por lo tanto, no eran una unidad de nueva creación, pero se fueron haciendo mucho más numerosos en el ejército tardío, estando la mayoría de sus regimientos estacionados en oriente.
Las unidades de arqueros aparecen en la Notitia con el nombre de equites sagittarii (arqueros a caballo) y sagittarii (arqueros a pie, del latín sagitta = "flecha"). Al igual que en el Principado, es probable que muchos de los demás regimientos también contuvieran algunos arqueros. Los arqueros a caballo parece que solo se dieron en unidades de caballería ligera. Las unidades de arqueros, tanto a pie como montadas, están presentes en el comitatus. En las tropas fronterizas tan solo aparecen enumeradas en la Notitia las unidades de arqueros a caballo, lo cual podría indicar que muchos regimientos de infantería de limitanei ya tenían sus propios arqueros.
Por otro lado, una de las figuras distintivas del ejército tardío es la aparición de unidades independientes de artillería, que durante el Principado parecen haber sido parte integral de las legiones. Estas unidades, conocidas como ballistarii (de ballista = "catapulta"), aparecen enumeradas en siete ocasiones en la Notitia, estando todas salvo una de ellas en ejércitos comitatus. Una de ellas aparece como pseudocomitatenses, lo que implica que pertenecía originalmente a las tropas fronterizas. El propósito de estas unidades independientes de artillería fue posiblemente permitir una gran concentración de poder de fuego, lo cual era útil especialmente para los asedios. En cualquier caso, es probable que muchos regimientos ordinarios continuasen poseyendo artillería integral, especialmente entre las tropas fronterizas.
La Notitia enumera algunas unidades más, presumiblemente de infantería ligera, con nombres que denotan funciones especialistas: superventores y praeventores ("interceptores"), exculcatores ("rastreadores"), exploratores ("exploradores"). Además, Amiano describe tropas ligeras con diversos nombres: velites, leves armaturae, exculcatores, expediti. No está claro en el contexto si hacía referencia a unidades independientes, subunidades especialista, o simplemente destacamentos de tropas ordinarias armadas especialmente para una operación concreta. La evidencia en la Notitia implica que, al menos en algunos casos, Amiano podría estar haciendo referencia a unidades independientes.

##### Foederati
Fuera de lo que sería el ejército regular, existía también un número sustancial de fuerzas aliadas conocidas generalmente como foederati (de foedus, que significa "tratado") o de symmachi en oriente. Estas últimas eran fuerzas provistas, o bien por jefes bárbaros bajo un tratado de alianza con Roma o dediticii. Estas fuerzas fueron empleadas por los romanos a lo largo de toda su historia imperial. Una muestra de ello es, por ejemplo, las escenas de la Columna de Trajano, que demuestran que las tropas de foederati jugaron un papel importante en las guerras dacias (101-106).
En el siglo IV, al igual que durante el Principado, estas fuerzas estaban organizadas en unidades poco definidas y basadas en un solo grupo étnico llamado numeri. Servían junto con el ejército regular para una campaña en particular o por un periodo específico de tiempo. Normalmente su servicio se limitaba a la región en la que habitaba la tribu, pero en ocasiones también podían ser desplegados en otro lugar. Eran dirigidos por sus propios líderes, y no está claro si portaban sus propias armas o el equipamiento estándar del ejército romano. En el ejército tardío, parece que los numeri con mayor éxito y más años de servicio iban siendo absorbidos por el ejército regular, convirtiéndose rápidamente en unidades indistinguibles del resto.

## Reclutamiento

### Romanos
Durante el Principado, parece que la mayoría de reclutas, tanto legionarios como auxiliares, eran voluntarios (voluntarii). El reclutamiento obligatorio (dilectus) nunca llegó a ser abandonado por completo, pero generalmente solo se usaba en emergencias o antes de las principales campañas, cuando se requerían grandes números de tropas adicionales. En marcado contraste, el ejército tardío se basaba principalmente en el reclutamiento obligatorio como fuente de nuevos reclutas. En primer lugar, los hijos de los soldados o veteranos eran obligados por ley a alistarse. En segundo lugar, había una leva anual regular basada en la indictio (el censo de tierra). Dependiendo de la cantidad de tierra y, por tanto, de los impuestos que debía al estado, un terrateniente (o grupo de terratenientes) debía proveer un número determinado de reclutas al ejército. Naturalmente, los terratenientes tenían interés en mantener a sus mejores hombres jóvenes como trabajadores de sus tierras, enviando por ello a los menos aptos al servicio militar. Existen también evidencias de que los terratenientes intentaban engañar al estado ofreciendo a hijos de soldados, que estaban obligados en cualquier caso, o a vagabundos (vagi) para completar sus cuotas.
Sin embargo, el reclutamiento no era una práctica universal. En primer lugar, el hecho de que la leva se basase en la posesión de tierra implicaba que los reclutas eran exclusivamente los hijos de campesinos, y no los habitantes de las ciudades, lo cual excluiría al 20% de la población del imperio. Además, al igual que durante el Principado, no se admitían esclavos. Tampoco los libertos ni personas con determinadas ocupaciones como banqueros o posaderos. Además, los oficiales provinciales y curiales (miembros de los consejos de las ciudades) no podían enrolarse. Estas reglas tan solo se relajaban en casos de emergencias, como durante la crisis militar de 405–6 (la invasión de Italia por Radagaiso y la gran invasión bárbara de la Galia). Por último, y más importante, la obligación del reclutamiento podía ser conmutado en muchos casos por levas monetarias, pagando una cuantía determinada por cada recluta debido. Esto se hacía para ciertas provincias, durante determinados años, aunque los detalles específicos se desconocen en su mayor parte. De la poca evidencia que existe parece que el reclutamiento no se ejercía de forma equitativa por todas las provincias del imperio sino que se concentraba duramente en las áreas tradicionales de reclutamiento del ejército: la Galia (incluyendo las provincias germánicas del Rin) y las provincias del Danubio, siendo las otras regiones presumiblemente conmutadas. Un análisis de los orígenes conocidos de comitatenses en el periodo 350–476 muestra que en el ejército de occidente, un 52% de los reclutas procedían de las diócesis de Illyricum y de la Galia. En total, las provincias del Danubio aportaban casi la mitad del total de reclutas del ejército, a pesar de contener tan solo 3 de las 12 diócesis. Esta imagen se asemeja mucho a la situación durante el siglo II.
Los reclutas debías atravesar un examen para ser admitidos en el ejército. Debían tener entre 20 y 25 años de edad, aunque este rango se extendió a entre 19 y 35 años a finales del siglo IV. Los reclutas debían estar en buen estado físico y alcanzar la altura mínima requerida de 6 pies romanos (175 centímetros) hasta el año 367, en el que este requermiento fue refucido a 5 pies romanos y 3 palmos (167 centímetros).
Una vez que un recluta había sido aceptado era marcado para facilitar que fuera reconocido en el caso de que intentase desertar. Entonces se le entregaba un disco de identificación (que se portaba alrededor del cuello) y un cerficado de alistamiento (probatoria). Entonces se le asignaba a una unidad concreta. Una ley del año 375 exigía que aquellos con mejor forma física fueran asignados a los comitatenses. En el siglo IV, el periodo de servicio mínimo era de 20 años (24 años en algunas unidades de limitanei). Esta cifra resulta algo menor a los 25 años que se exigían en las legiones y auxilia del Principado.
Este amplio uso de las levas, la obligatoriedad de servicio de los hijos de los soldados y la relajación en los requerimientos de edad y de altura sirven para ilustrar las dificultades que el ejército romano tardío tenía para encontrar y retener suficientes reclutas. Las dificultades en el reclutamiento quedan patentes en las evidencias legales de la época: existen medidas para hacer frente a los casos de automutilación (como, por ejemplo, mutilación de un pulgar) para evitar el servicio militar, incluyendo un decreto extremo del año 386 que condenaba a esas personas a ser quemadas vivas. La deserción era claramente un problema serio, y probablemente era peor que el que pudo haber en el ejército del Principado, que principalmente se nutría de voluntarios. Muestra de ello es el hecho de que la regulación de los permisos (commeatus) era mucho más estricta. Mientras que durante el siglo II un soldado podía recibir un permiso a discreción del comandante de su regimiento, durante el siglo IV todos los permisos debía aprobarlos un oficial de mucho mayor rango (dux, comes o magister militum). Además, parece que las unidades de comitatus estaban generalmente un tercio por debajo de su fuerza teórica, lo que sirve también para evidenciar los problemas de reclutamiento. No obstante lo anterior, Elton argumenta que el ejército tardío no sufría serios problemas de reclutamiento, y para ello se basa en el gran número de exenciones al reclutamiento que se garantizaban por todo el imperio.

### Bárbaros

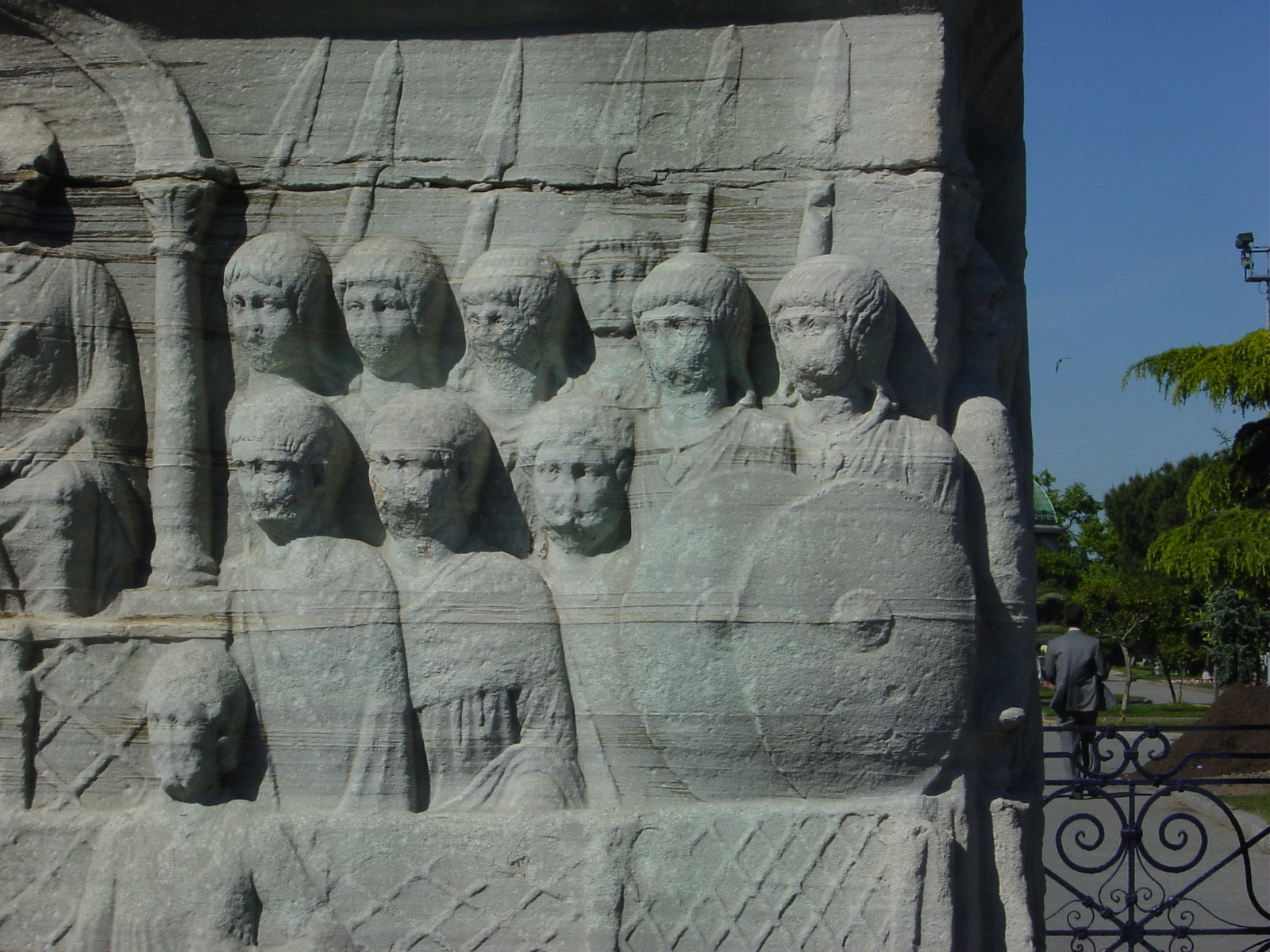
Soldados del ejército romano tardío, probablemente bárbaros, ilustrados en el relieve en la base del obelisco de Teodosio I en Constantinopla (ca. 390). Las tropas pertenecen a un regimiento de palatini dado que aparecen protegiendo al emperador (a la izquierda). Por entonces, más de un tercio de los soldados del palatini eran de origen bárbaro. Nótese los collarines con colgantes y el pelo largo, un estilo importado por los reclutas bárbaros en contraste con la norma del pelo corto durante el Principado.

Barbari ("bárbaros") era el término genérico utilizado por los romanos para hacer referencia a las personas que habitaban fuera de las fronteras del imperio, y cuya traducción actual podría ser "extranjeros". La mayoría de los historiadores creen que había un número significativo de barbari sirviendo en el ejército romano durante el Principado, reclutados en el marco de los auxilia dado que en las legiones solo podían servir personas con la ciudadanía romana. Sin embargo, existen pocas evidencias de este hecho antes del siglo III. La pequeña evidencia con la que contamos sugiere que la gran mayoría de los auxilia eran peregrini (hombres libres en el imperio pero sin la ciudadanía romana). En cualquier caso, el ejército del siglo IV era probablemente mucho más dependiente del reclutamiento de soldados bárbaros que su predecesor de los siglos I y II. Las evidencias de este hecho son:
1. La Notitia enumera una serie de asentamientos militares bárbaros en el imperio. Conocidos como laeti o gentiles ("nativos"), eran una importante fuente de reclutas para el ejército. Diversas tribus germánicas o sármatas recibían el derecho a asentarse en territorios del imperio a cambio de su servicio militar. Lo más probable es que cada comunidad estuviera obligada por tratado a proveer un determinado número de tropas anual al ejército.[162] Sin embargo, el reasentamiento dentro del imperio de tribus bárbaras a cambio del servicio militar no fue un nuevo fenómeno en el siglo IV, sino que existen antecedentes que se remontan al gobierno de César Augusto.[170] Sin embargo, sí que parece que este tipo de asentamientos militares se convirtió en algo más sistemático y a mucha mayor escala durante el siglo IV.[171]
2. La Notitia enumera un gran número de unidades con nombres bárbaros. Esto probablemente sea el resultado de la transformación de unidades aliadas irregulares que servían bajo sus propios oficiales nativos (conocidas como socii o foederati) en formaciones del ejército regular. Durante el Principado, las unidades regulares con nombres bárbaros no aparecen hasta el siglo III, e incluso entonces son raras (por ejemplo, el ala I Sarmatarum, que aparece en Britania en el siglo III).
3. La emergencia de un número muy significativo de oficiales con nombres bárbaros en el ejército regular, hasta llegar a alcanzar el alto mando. A comienzos del siglo V, las fuerzas del ejército romano de occidente a menudo estaban controladas por generales de origen bárbaro, tales como Arbogasto, Estilicón o Ricimero.[172]
4. La adopción en el ejército del siglo IV de vestimentas, costumbres y cultura bárbaras (especialmente germanas), sugieren una importante influencia extranjera. Por ejemplo, las unidades adoptan nombres más barbarizados (por ejemplo, Cornuti = "con cuernos", una referencia a la costumbre germana de adosar cuernos a los cascos, o barritus, un grito de guerra germano). El pelo largo se puso de moda, en especial en los regimientos de palatini, en los que eran numerosos los reclutas de origen bárbaro.[173]

La cuantificación de la proporción de tropas de origen bárbaro en el siglo IV es altamente especulativa. Elton es el autor que ofrece un análisis más detallado a partir de las pocas evidencias que existen. Según esto, alrededor de un cuarto de una muestra de oficiales del ejército tenían origen bárbaro durante el periodo entre 350 y 400. El análisis por década muestra que esta proporción no se incrementó en el periodo o a comienzos del siglo V. Esto implicaría que la proporción de bárbaros entre las tropas de rangos inferiores tampoco era mucho mayor, puesto que de lo contrario la proporción de bárbaros entre los oficiales se habría ido incrementando con el paso del tiempo.
Si la proporción de soldados de origen bárbaro era del 25% entonces probablemente sería mucho más alta que la del ejército regular del siglo II. Si esa proporción hubiera sido igual en tiempos del principado, eso habría significado que el 40% de los reclutas de los auxilia habría tenido origen bárbaro (los auxilia suponían el 60% del total de efectivos). Sin embargo, no existen evidencias que hagan pensar que el reclutamiento de bárbaros estaba tan extendido durante el siglo II. Un análisis de los nombres de soldados de origen bárbaro muestran que el 75% eran germánicos: En la Notitia aparecen unidades con nombres francos, alamanes, sajones, godos y vándalos. Otras fuentes significativas de reclutas eran los sármatas del Danubio, los armenios y los íberos de la región del Cáucaso.
En contraste con los reclutas romanos, la gran mayoría de reclutas bárbaros eran probablemente voluntarios, atraídos por las condiciones del servicio y las perspectivas de carrera que, para ellos, sí que resultaban mejores a lo que podían encontrar en sus hogares. Una minoría de reclutas bárbaros eran enrolados de forma obligatoria, en especial los dediticii (bárbaros que se habían rendido ante las autoridades romanas a menudo buscando protección ante tribus vecinas) y las tribus derrotadas por Roma y obligadas por el tratado de paz a entregar un determinado número anual de reclutas. Los bárbaros podían ser reclutados de forma directa, como individuos que se enrolaban en los regimientos regulares, o de forma indirecta, mediante la transformación de unidades irregulares de foederati en regimientos regulares.

## Rangos, paga y beneficios

### Soldados comunes
En la base de la pirámide de rangos estaban los soldados comunes: pedes (infantería) y eques (caballería). Al contrario que durante el siglo II, el equipo y la comida del soldado del siglo IV no se entregaba a cuenta de su salario (stipendium), sino que era gratuita. Esto se debe a que el stipendium, pagado en monedas de plata devaluadas (denarii), durante el reinado de Diocleciano valía mucho menos que durante el siglo II. Perdió su valor residual durante el reinado de Constantino y dejó de pagarse de modo regular durante el siglo IV.
El ingreso básico disponible del soldado procedía de la donativa, un bonus dinerario que los emperadores entregaban de forma periódica y que era entregado en solidi de oro (que no se devaluaba) o en plata pura. Se entregaba un donativo regular de 5 solidi cada cinco años de reinado de un emperador (es decir, un solidus al año). Además, con ocasión del nombramiento de un nuevo emperador se entregaban 5 solidi más una libra de plata (que valía unos 4 solidi, lo que sumaba unos 9 solidi en total). Los 12 emperadores que reinaron en occidente entre 284 y 395 tuvieron un reinado medio de 9 años. Matemáticamente, los donativos por la ascensión al trono equivaldrían a 1 solidus anual. Por lo tanto, el dinerio disponible de un soldado del ejército tardío podría ser de media unos 2 solidi anuales. también es posible, aunque no está documentado, que el bonus su pagase no solo por el nombramiento de un nuevo Augusto sino también de un César. En cualquier caso, este ingreso documentado de 2 solidi por cada soldado equivalía tan solo a la cuarta parte del dinero disponible por un legionario del siglo II (que equivalía a unos 8 solidi). La pensión de jubilación del soldado tardío (que incluía una pequeña parcela de tierra) era también minúscula en comparación con la del legionario del siglo II, alcanzando tan solo la décima parte del valor de lo que recibían antes.
A pesar de la disparidad con el Principado, Jones y Elton argumentan que la remuneración durante el siglo IV era atractiva en comparación con la dura realidad de la existencia al nivel de subsistencia que muchas de las familias campesinas de los reclutas debían afrontar. Por otro lado, contra esta opinión cabe argumentar la clara impopularidad que el servicio militar tenía en la época.
En cualquier caso, la paga debió ser mucho más atractiva para las unidades de mayor grado. Existen pocos datos sobre las diferencias de paga entre los grados, pero el hecho de que eran sustanciales se muestra en el ejemplo de que un actuarius de un regimiento de comitatus recibía como paga un 50% más que su contrapartida en un regimiento pseudocomitatensis regiment.

### Oficiales de los regimientos
Los grados de los oficiales en las unidades que seguían el esilo antiguo (legiones, alae y cohortes) permanecieron igual que durante el Principado, e incluían la figura del centurión y del decurión. En las unidades nuevas (vexillationes, auxilia, etc.), aparecen rangos con nombres diferentes, parece que modeladas de forma análoga a los títulos de las autoridades burocráticas locales. Se conoce muy poco de estos rangos, y es imposible hacer equivalencias entre éstos y los rangos tradicionales con certeza. Vegetio dice que el ducenarius, como su propio nombre indica, mandaba sobre 200 hombres. Si eso es así, el centenarius podría ser el equivalente al centurión en las viejas unidades. Probablemente la comparación más ajustada que se conoce es la que utiliza como medida el nivel de sus pagas:
| Múltiplo sobre la paga base (s. II) o annona (s. IV) | cohorte del s. II (rangos ascendientes)                                                                                     | ala del s. II (rangos ascendientes)                                                                                  | XXX | unidades del s. IV (rangos ascendientes)                       |
| ---------------------------------------------------- | --- | --- | --- | -------------------------------------------------------------- |
| 1                                                    | pedes (infantería) | gregalis (caballería)                                                                                                |     | pedes (eques)                                                  |
| 1.5                                                  | tesserarius ("corporal") | sesquiplicarius ("corporal")                                                                                         |     | semissalis                                                     |
| 2                                                    | signifer (portaestandarte de la centuria) optio (segundo oficial del centurión) vexillarius (portaestandarte de la Cohorte) | signifer (portaestandarte de la turma) curator? (segundo oficial del decurión) vexillarius (portaestandarte del ala) |     | circitor biarchus                                              |
| 2.5 to 5                                             | | |     | centenarius (2.5) ducenarius (3.5) senator (4) primicerius (5) |
| Over 5                                               | centurio (centurión) centurio princeps (centurión jefe) beneficiarius? (segundo al mando de la cohorte)                     | decurio (comandante de una turma) decurio princeps (decurión jefe) beneficiarius? (segundo al mando de un ala)       |     |                                                                |

NOTE: Los rangos solo se corresponden en escala salarial, no necesariamente en función.
El cuadro comparativo muestra una reducción en los diferenciales de los que disfrutaban los oficiales superiores en los regimientos del siglo IV, en comparación con sus contrapartes del siglo II. Esta situación concuerda con la menor remuneración que, en general, recibían los altos oficiales administrativos del siglo IV.

### Comandantes de los cuerpos y regimientos
| Escala salarial (múltiplo con respecto a los pedes) | Rank (orden ascendente)                                                  | N.º de cargos (Notitia)                        | Descripción del trabajo |
| --------------------------------------------------- | ------------------------------------------------------------------------ | ---------------------------------------------- | --- |
| 12                                                  | Protector                                                                | Varios cientos (200 en domestici bajo Juliano) | comandante cadete de regimiento |
| n.a.                                                | Tribunus (o praefectus)                                                  | ca. 800                                        | comandante de regimiento |
| n.a.                                                | Tribunus comes                                                           | n.a.                                           | (i) comandante, protectores domestici (comes domesticorum) (ii) comandante, brigada de dos regimientos unidos o (iii) algunos tribuni de scholae (iv) algunos cargos administrativos (tribuni vacantes) o magister o emperador |
| 100                                                 | Dux (o, en algunos casos, comes) limitis                                 | 27                                             | comandantes de ejércitos fronterizos |
| n.a.                                                | Comes rei militaris                                                      | 7                                              | (i) comandante de pequeños comitatus regionales |
| n.a.                                                | Magister militum (magister equitum en occidente)                         | 4                                              | comandante de grandes comitatus regionales |
| n.a.                                                | Magister militum praesentalis (magister utriusque militiae en occidente) | 3                                              | comandante del ejército de escolta imperial |

La tabla superior indica los rangos de oficiales que mantenían un cargo (sacra epistula, "carta solemne"). Esta carta era entregada por el emperador en persona en una ceremonia.

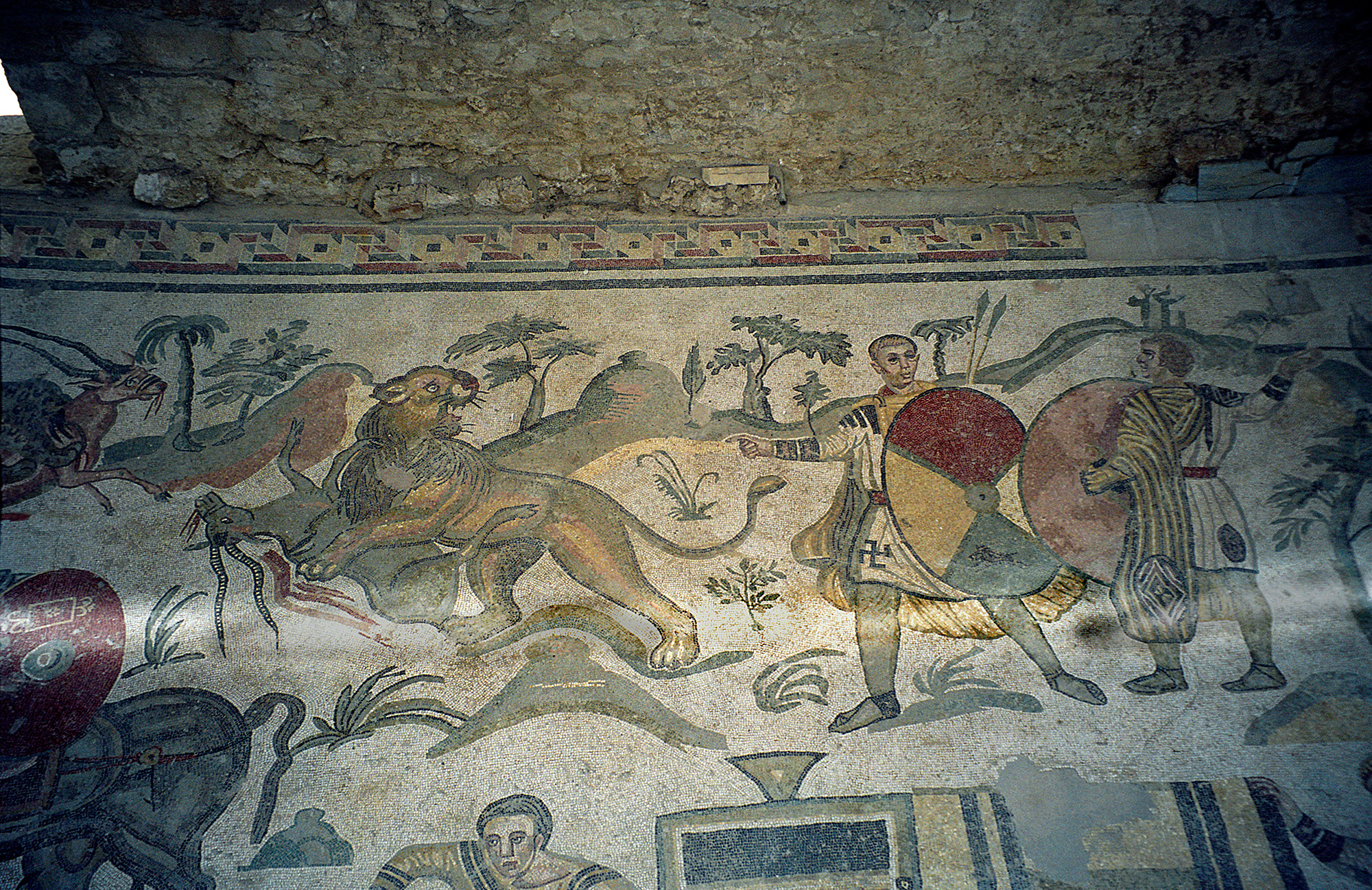
Detalle de un mosaico del en el que se representa una escena de caza. Las figuras son probablemente oficiales militares romanos, portando el típico uniforme de los soldados tardíos fuera de situaciones de combate (sin armadura y casco, pero con escudo y lanza). A lo largo de la era imperial, los soldados normalmente aparecían representados en situaciones ajenas al combate. De Piazza Armerina, Sicilia.

#### Comandantes cadete de regimiento (protectores)
Una innovación significativa del siglo IV fue la creación del cuerpo de protectores, que contenía los oficiales cadetes de mayor rango. Aunque los protectores supuestamente eran soldados que habían ascendido por la cadena de mando debido a los méritos en el servicio, se convirtió en una práctica muy habitual que se admitiese en el cuerpo a jóvenes de fuera del ejército (a menudo los hijos de los principales oficiales). Los protectores formaron un cuerpo que era a la vez una escuela militar y un fondo de oficiales disponibles para llevar a cabo labores especiales para el magistri militum o el emperador. Aquellos adjuntos al emperador eran conocidos como protectores domestici y estaban organizados en cuatro scholae bajo el mando de un comes domesticorum. Tras algunos años de servicio en el cuerpo, un protector normalmente recibía de manos del emperador un mando en un regimiento militar.

#### Comandantes de regimiento (tribuni)
Los comandantes de regimiento recibían tres posibles títulos: tribunus (para los regimientos de comitatus y las cohortes fronterizas), praefectus (la mayoría del resto de regimientos de limitanei) o praepositus (para los milites y algunas unidades extranjeras aliadas). Sin embargo, coloquialmente se utilizaba el término tribunus para hacer referencia al comandante de cualquier regimiento. Aunque la mayoría de estos eran elegidos del cuerpo de protectores, una minoría (de nuevo los hijos de oficiales de alto rango) recibían mandos de forma directa. Su estatus variaba enormemente en función del grado de la unidad que comandaban. En el grado superior, algunos comandantes de los scholae llegaban incluso a adquirir el título nobiliario de comes, en una práctica que se estandarizó después del año 400.

#### Comandantes superiores de regimiento (tribuni comites)
La conocida como comitiva u "Orden de Compañeros" (del emperador), era una clase nobiliaria creada por Constantino I para honorar a diversos oficiales superiores administrativos y militares, especialmente en el entorno imperial. Se solapaba parcialmente con las órdenes ya establecidas de senadores y caballeros, pero podía otorgarse a miembros de cualquiera de los órdenes existentes. Se dividía en trs grados, de los cuales tan solo el primero, el comes primi ordinis, retuvo algún tipo de valor más allá del año 450, debido al exceso de títulos que se otorgaron. En muchos casos el título se otorgaba ex officio, pero también podía ser puramente honorario.
En la esfera militar, el título se otorgaba a un grupo de tribuni superiores. Entre estos se incluía el comandante de los protectores domestici, cuyo título original se desconoce, pero que en el año 350 era conocido simplemente como el comes domesticorum;, los tribuni del scholae (después del año 400, los comandantes del scholae recibían automáticamente el título a su nombramiento); los comandantes de una brigada de dos regimientos de comitatus; y, finalmente, algunos tribunos sin mando (tribuni vacantes), que servían como oficiales del emperador, o algún magister militum. Aunque todos estos oficiales compartían el título de comes primi ordinis, que tenía rango senatorial, no eran iguales en rango militar a un comes rei militaris.

#### Comandantes de un cuerpo del ejército (duces,comites rei militaris,magistri militum)
Los comandantes de un cuerpo del ejército, compuesto por varios regimientos, eran conocidos (en orden ascendente de ranto) por los títulos duces limitis, comites rei militaris, y magistri militum.
Los duces limitis (o, en algunos casos raros, comites limitis) eran los comandantes de las tropas fronterizas (limitanei) y de las flotillas fluviales desplegadas en una o vasias provincias fronterizas. En época de Constantino I, los duces reportaban al vicarius de la diócesis en la que estuvieran desplegadas sus fuerzas. Después de ca. 360, los duces reportaban generalmente al comandante del comitatus desplegado en la diócesis (ya fuera un magister militum o un comes). En cualquier caso, tenían capacidad para cruzar correspondencia directametne con el emperador, tal y como muestran diversos documentos imperiales. Algunos comandantes fronterizos, excepcionalmente, recibían el título de comes, como por ejemplo el comes litoris Saxonici ("Conde de la Costa Sajona") en Britania.
Un comites rei militaris era un general al mando normalmente de un comitatus regional pequeño (de menos de 15.000 hombres). En la época de la Notitia, los comites se podían encontrar sobre todo en occidente, debido a la fragmentación de los comitatus occidentales en grupos más pequeños. En oriente había dos comites rei militaris al manod de Egipto y de Isauria. Excepcionalmente, estos hombres estaban al mando tan solo de regimientos de limitanei. Su título podía significar que reportasen directamente al emperador en la época de la Notitia (se sabe que más tarde reportaban al magister militum per Orientem).
Por último el título de magister militum, que se usaba indistintamente junto con los títulos magister utriusque militiae, magister equitum y magister peditum (un mismo individuo a menudo recibe todos esos títulos en las fuentes antiguas) lo ostentaba un comandante de un gran comitatus regional (normalmente superior a 20.000 hombres). El rango de magister militum praesentalis estaba reservado para los comandantes de los ejércitos de escolta imperial. El magister militum estaba al mando de los duces en la diócesis en la que estuviera desplegado su comitatus.
Se desconoce qué proporción de comandantes podían llegar a lo más alto escalando la pirámide jerárquica del ejército, pero es probable que ese porcentaje fuera pequeño, puesto que la mayoría de esos veteranos estarían cerca de la edad de retiro antes de que pudieran recibir el mando de un regimiento. Por el contrario, los altos mandos del ejército estarían dominados por personas que comenzaron sus carreras como protectores y tribuni, puesto que comenzaron su carrera militar desde un puesto bastante más elevado. Para este tipo de hombres las promociones podían ser muy rápidas. Por ejemplo, el futuro emperador Teodosio I ya era dux a la edad de 28. También es posible que se pudieran evitar algunos peldaños de la escalera jerárquica. Los comandantes de los scholae, que tenían acceso directo al emperador, a menudo llegaban al puesto más alto de magister militum. Otro caso sería el del general Agilo, que fue promocionado directamente a magister militum desde el puesto de tribunus del schola en 360.

## Equipamiento

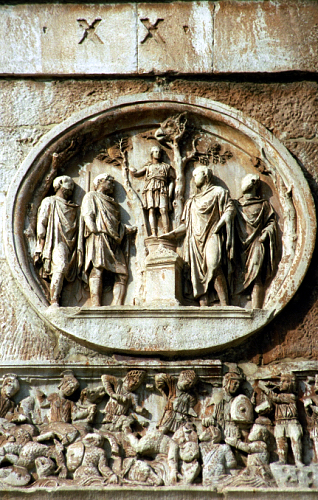
El relieve (debajo de la imagen) muestra a la caballería de Constantino I el Grande empujando a las tropas de Majencio al Tíber en la batalla del Puente Milvio (312). La imagen demuestra que los soldados del portaban armadura metálica (los soldados de Majencio portan armaduras de malla y de escamas, no está claro cuál). Por otro lado, la caballería constantiniana aparentemente va desarmada, probablemente porque se trataba de caballería ligera iliria (equites Dalmatae) y arqueros a caballo. Detalle del arco de Constantino, en Roma

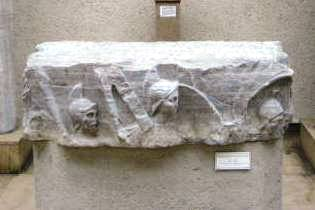
Detalla del bajo-relieve en la base de la antigua columna de Teodosio I en Constantinopla (actual, Estambul). Datada ca. 390. En la imagen, en la que aparecen soldados en batalla, nótese el casco con cresta del soldado del centro (probablemente indicando un rango de oficial) y la cota de malla o armadura de escamas, evidencia que demuestra que la afirmación en la que Vegecio dice que la infantería dejó de usar cascos y armadura a finales del es errónea. Museo Arqueológico de Estambul.

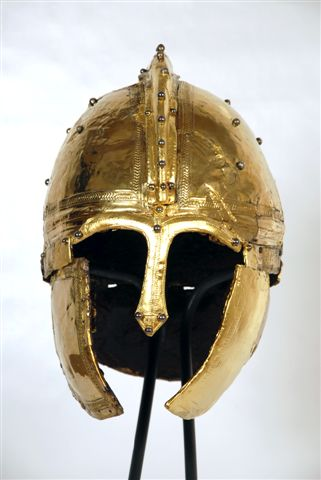
Casco romano tardío.

El equipamiento básico de un soldado de infantería del siglo IV era esencialmente el mismo al del soldado del siglo II: armaduras de metal, casco de metal, escudo y espada. Tuvo lugar alguna evolución, no obstante, a lo largo del siglo III. Las tendencias incluyen la adopción de vestimentas más calientes, la desaparición de las armaduras y armas distintivas del legionario de siglos anteriores, la adopción por la infantería del equipamiento utilizado por la caballería durante la época anterior y el incremento del uso de la caballería muy pesada, conocida como catafractos.

### Vestimenta
Durante los siglos I y II, la vestimenta de un soldado romano consistía en una túnica corta de una sola pieza, que llegaba hasta las rodillas, y unas sandalias conocidas como caligae. Este atuendo, que dejaba desnudos los brazos y las piernas, había evolucionado en un clima mediterráneo y no era adecuado para el frío imperante en el norte de Europa. En esta zona se empezaron a usar en invierno, ya desde el siglo I y de manera habitual, túnicas más largas, pantalones (bracae), calcetines (que se portaban dentro de las caligae) y botas anudadas. Durante el siglo III, este tipo de vestimenta se extendió mucho más, siendo aparentemente común también en las provincias mediterráneas. Sin embargo, es probable que en climas más cálidos se abandonasen los pantalones y se utilizaran las caligae en lugar de los calcetines y las botas.
La vestimenta de esta época estaba muy decorada con tejidos a rayas, clavi, o circulares, orbiculi, que se adherían a las túnicas y a los abrigos. Estos elementos decorativos usualmente consistían en diseños geométricos o motivos vegetales, aunque también podían aparecer figuras de personas o animales. Una parte distintiva de su vestimenta, aunque parece que también lo portaban algunos burócratas de carácter civil, era un tipo de gorro conocido como el gorro panonio (pileus pannonicus).

### Armadura
Los soldados legionarios del siglo I y II eran los únicos que portaban la lorica segmentata o armadura de láminas, que era un tipo de armadura muy complejo que daba una mayor protección a la parte superior del cuerpo que otros tipos de armadura romana, como la cota de malla (lorica hamata) o la armadura de escamas (lorica squamata). Las pruebas sobre réplicas modernas han demostrado que este tipo de armadura era impenetrable por la mayor parte de ataques de largo alcance. Era, sin embargo, bastante incómoda: portar este tipo de armadura resultaba doloroso cuando se portaba durante más de algunas horas seguidas. También era muy cara de producir y difícil de mantener. En el siglo III parece que la segmentata dejó de usarse, y las tropas aparecen casi exclusivamente portando la cota de malla o, en algunos casos, la de escama, la armadura estándar que portaban los auxilia del siglo II. Las representaciones artísticas muestran que los soldados del ejército tardío solían portar armaduras metálicas, a pesar de la afirmación contraria de Vegecio. Por ejemplo, las ilustraciones de la Notitia muestran que las fabricae del ejército seguían produciendo armaduras de malla a finales del siglo IV. Se han obtenido ejemplos de armaduras de escama y de malla en Trier y Weiler-La-Tour respectivamente, todo ello en contextos del siglo IV.
Los oficiales parecen haber portado corazas de bronce o de hierro, al igual que durante el Principado, así como las tradicionales pteruges. La caballería de catafractos y clibanarii, según la limitada evidencia pictórica y especialmente a partir de la descripción de Amiano, parecen haber llevado armaduras especiales. Parece que todos sus miembros iban protegidos por defensas de láminas, fabricadas con segmentos curvos de metal que se solapaban.

### Cascos
En general, los cascos de la caballería romana tenían mayor protección en la forma de protecciones para la cara más amplias y protecciones para el cuello más profundas, en comparación con los cascos de infantería. La infantería era menos vulnerable en estos lugares debido a su formación cerrada en batalla. Durante el siglo III, los cascos de infantería tendieron a adoptar las características de los de caballería del principado. Las coberturas de las mejillas podían atarse entre ellas para mayor protección de la cara, y cubrían las orejas salvo por una abertura que permitía la audición (por ejemplo, el tipo "Auxiliar E" o su variante de Niederbieber). Las cascos de caballería se volvieron todavía más cerrados (por ejemplo, el tipo  "Heddernheim", que es muy cercano al tipo de casco medieval, pero que suponía una mayor reducción de la visión y de la audición.
En contraste, algunos cascos de la infantería del siglo IV fueron evolucionando a un estilo con menor protección al tipo del Principado. El diseño intercisa dejaba la cara descubierta y tenía aberturas para los oídos aprovechando las juntas del casco. En un cambio radical frante a diseños anteriores, este casco estaba formado por dos piezas separadas y unidas en el centro. Era más simple y más barato de fabricar, y por ello era probablemente el tipo más común, aunque su estructura era más débil y ofrecía una menor protección efectiva. Había un modelo con algo más de protección y algunas variantes que probablemente servían como versión para la caballería, por carecer de aberturas para los oídos. A menudo se unían a estos cascos algunas coberturas para la cara en forma de malla o de máscaras antropomórficas con agujeros para los ojos para su uso en las caballerías más pesadas, especialmente los catafractos.
A pesar de contar con una manufactura aparentemente barata, muchos de los ejemplos que han sobrevivido de estos cascos tardíos, incluyendo el tipo intercisa, muestran evidencias de haber contado con decoraciones bastante caras. Una posible explicación es que muchos de estos ejemplos pertenecieran a oficiales, y que estas decoraciones sirvieran para denotar el rango. Otros historiadores consideran que este tipo de cascos decorados pudieran haber sido portados por los soldados de los comitatus, y que les hubieran sido entregados como una forma de paga o de recompensa.

### Escudos
El scutum que portaban los legionarios, un escudo convexo rectangular, también desapareció durante el siglo III. Todas las tropas adoptaron el escudo ovalado (en algunos casos redondo) típico de los auxiliares (clipeus). Los escudos, a la vista de los ejemplos encontrados en Dura y Nydam, estaban fabricados con planchas verticales que se pegaban y se recubrían con cuero pintado. Los vértices del escudo se cosían con tiras de cuero crudo, que encogían al secarse mejorando la cohesión de la estructura. Estos vértices también hacían el escudo más ligero que en épocas anteriores, en las que los escudos iban rematados por una aleación de cobre.

### Armas de mano
El gladius, una espada corta (longitud media: 460 mm) diseñada para ensartar en la lucha cuerpo a cuerpo, y que era el equipamiento estándar en el ejército del principado, también quedó obsoleta durante el siglo III. La infantería adoptó el uso de la spatha, una espada más larga (longitud media: 760 mm) que durante los siglos anteriores tan solo usaba la caballería. Además, Vegecio menciona el uso de una espada más corta conocida como semispatha. Al mismo tiempo, la infantería comenzó a usar una lanza pesada diseñada para ensartar y conocida como hasta, que se convirtió en el arma principal en combate cuerpo a cuerpo para reemplazar al gladius, dado que la spatha era demasiado larga como para poder usarla cómodamente en una formación cerrada (aunque también podía usarse para ensartar). Estas tendencias muestran un mayor énfasis en un tipo de lucha en la que la distancia con el enemigo era algo más amplia, de al menos un brazo.
En el siglo IV no hay evidencia artística del pugio, la daga militar romana, que sí que aparece hasta el siglo III. Sí que se han encontrado, sin embargo, cuchillos cortos de un solo filo en tumbas del siglo IV, que se portaban en los cinturones militares.

### Armas arrojadizas
Además de la lanza para ensartar, los soldados de infantería podían también portar una lanza diseñada para ser lanzada (verrutum) o un spiculum, un tipo de pilum largo y pesado, similar a un angón. Alternativamente, podían también portar un par de jabalinas cortas (lanceae). Los soldados de la infantería tardía a menudo portaban una docena de dardos lastrados con plomo conocidos como plumbatae (de plumbum = "plomo"), que tenían un rango efectivo de ca. 30m, bastante más que el de la jabalina. Los dardos se portaban adheridos a la parte trasera del escudo. El soldado tardío tendría, por tanto, una mayor capacidad que el soldado del Principado para la lucha a distancia, puesto que el legionario del siglo II tan solo podía portar dos pila.
Los arqueros tardíos continuaron utilizando el arco compuesto como su arma principal. Se trataba de un arma sofisticada, compacta y poderosa, que servía tanto para arqueros a pie como a caballo (la versión de la caballería era más compacta que la de la infantería). Un pequeño número de arqueros podían haber portado un tipo de ballesta (manuballistae).

## Infraestructura logística

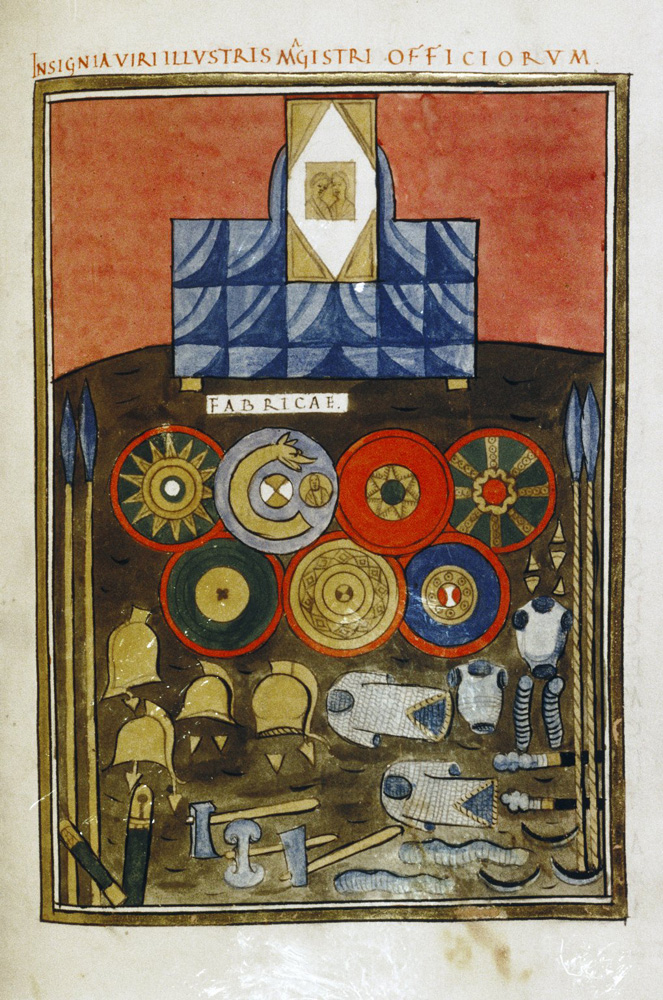
Productos de la fabricae (Notitia Dignitatum). La ilustración incluye cascos, escudos, cotas de malla, corazas y defensas laminadas, así como diversas armas.

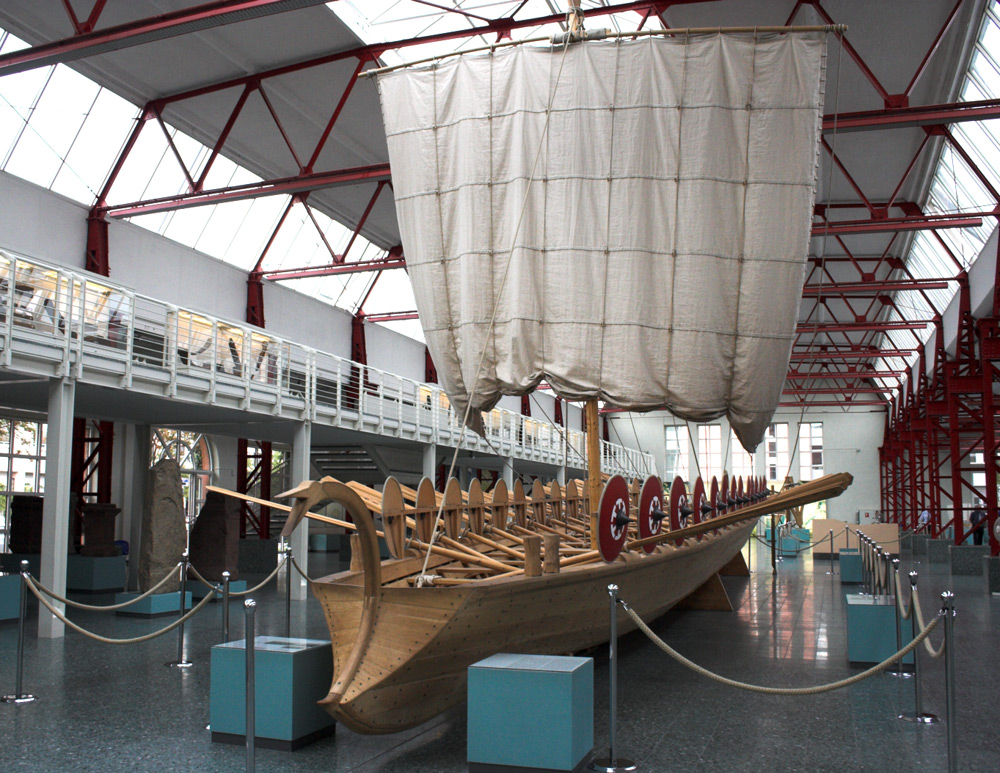
Reconstrucción de un barco fluvial del (lusoria). Está basado en los restos de uno de los cinco barcos encontrados en Mogontiacum a comienzos de la década de 1980. Museum für Antike Schifffahrt, Maguncia, Alemania.

Una ventaja crítica que el ejército romano tenía sobre todos los enemigos extranjeros con la excepción de los persas era una organización altamente sofisticada para asegurar la logística de los suministros en campaña. Al igual que sus enemigos, el ejército podía confiar en obtener suministros asolando suelo enemigo, pero esta táctica era obviamente poco adecuada para las campañas en territorio romano, y no era práctica en invierno. La compleja organización imperial de suministros permitía al ejército estar en campaña durante todas las estaciones del año y aunque el enemigo optase por una táctica de "tierra quemada".

### Organización logística
La responsabilidad de proveer el ejército recaía en el praefectus praetorio del sector de operaciones. Estaba al mando de una jerarquía de autoridades civiles (vicarii y gobernadores provinciales) cuyos agentes recolectaban, almacenaban y entregaban los suministros a las tropas directamente o en puntos fortificados predeterminados. Las cantidades necesarias eran enormes y requerían un planeamiento largo y elaborado para las campañas importantes. Una legión de 1000 hombres requeriría un mínimo de 2,3 toneladas de grano-equivalente cada día, por lo que, consecuentemente, un ejército de escolta imperial de 25.000 hombres requeriría alrededor de 5.000 toneladas de grano-equivalente para una campaña de tres meses (más el alimento para caballos y otros animales de carga).

### Transporte de provisiones
Unos cargamentos tan grandes debían ser transportados en barco dentro de lo posible, ya fuera por vía marítima o fluvial, dejando que el transporte por vía terrestre fuese el más corto posible. Esto se debe a que el transporte por agua era mucho más económico que por tierra (al igual que ocurre hoy en día, aunque la diferencia es más pequeña).
El transporte por tierra de los suministros militares a través del cursus publicus (servicio de transporte imperial) se realizaba normalmente con vagones (angariae), con una tara máxima de 1.500 lbs (680 kg), que eran arrastrados por dos pares de bueyes cada uno. La capacidad de carga de la mayoría de navíos romanos de la época oscilaba entre 10.000 y 20.000 modii (70–140 toneladas). Por lo tanto, una nave de mediana capacidad (100 toneladas) tripulada por veinte hombres podría llevar la misma carga que 150 vagones, que habrían requerido 150 conductores y 600 bueyes. Además, una nave mercante también podría, con viento favorable, viajar tres veces más rápido que los vagones típicos romanos sin detenerse hasta que se pusiera el sol, mientras que los bueyes solo podrían tirar del carro durante cinco horas al día. Con todo ello, una nave mercante podría cubrir 100 kilómetros de trayecto al día, en comparación con los 15 kilómetros de los vagones. En contra, la mayoría de las naves de la época estaban propulsadas tan solo por velas cuadradas (sin remos), y que solo podrían avanzar siempre que hubiera viento favorable, por lo que podían pasar muchos días en puerto esperando a que se diese esa circunstancia. Otras naves fluviales más pequeñas llamadas actuariae sí que combinaban los remos con las velas, y por tanto ganaban en flexibilidad. El transporte marítimo también quedaba suspendido por al menos cuatro meses en invierno, dados los peligros del clima, e incluso durante el resto del año eran habituales los naufragios. En cualquier caso, los datos con los que contamos muestran que era más barato transportar un cargamento de gran por mar desde Siria a Lusitania (es decir, por todo el ancho del mediterráneo, unos 5.000 km) que transportarlo tan solo 110 kilómetros por tierra.
En los ríos, los actuariae podrían operar durante todo el año, salvo durante los periodos en los que los ríos estuviesen congelados o en épocas en los que éstos se desbordaran, cuando las corrientes se volvían peligrosamente fuertes. Es probable que la frontera imperial se fijase en los ríos Danubio y Rin debido a la necesidad logística del río para acomodar las naves de suministro y no tanto en su defensibilidad. Estos ríos estaban plagados de puertos militares (portus exceptionales) creados con ese fin. La protección de las flotas de suministro era responsabilidad de las flotillas fluviales (classes) bajo el mando de los duces de las rivieras. La Notitia no da ninguna información sobre estas flotillas (dado que la frontera del Rín ya se había colapsado en la época de la complicación de la sección occidental), pero sí que menciona 4 classes Histricae (flotillas del Danubio) y otras 8 classes en afluentes del Danubio. Cada flotilla estaba comandada por un praefectus classis que reportaba al dux local. Parece que cada dux del Danubio contaba con al menos una flotilla (uno, el dux Pannoniae, controlaba tres).

### Fabricación de armamento
Durante el siglo IV, la producción de armamento y equipo militar estaba altamente centralizado (y presumiblemente estandarizado) en un determinado número de grandes fábricas de armamento estatales (fabricae) que están documentadas en la Notitia. Se desconoce cuándo fueron creadas, pero seguramente existían ya en época de Diocleciano. Existen evidencias de fabricae en el interior de bases legionarias en el siglo II, así como en fuertes auxiliares de mucho menor tamaño, en las que trabajaban los propios soldados. No hay evidencias ni literarias ni arqueológicas, sin embargo, con respecto a la existencia durante el Principado de fabricae fuera de las bases militares que estuvieran gestionadas por civiles. Esta posibilidad tampoco puede excluirse, dado que tampoco se han encontrado evidencias arqueológicas sobre las fabricae tardías. Estas últimas se ubicaban en provincias y diócesis fronterizas, y algunas eran fábricas genéricas que fabricaban tanto armaduras como armas (fabrica scutaria et armorum) mientras que otras se dedicaban a solo armas o solo armaduras. Por último, había casos de especialización en uno o más productos: fabrica spatharia (fábrica de espadas), lanciaria (lanzas), arcuaria (arcos), sagittaria (flechas), loricaria (armadura corporal), clibanaria (armadura de catafracto), y ballistaria (catapultas).

## Fortificaciones

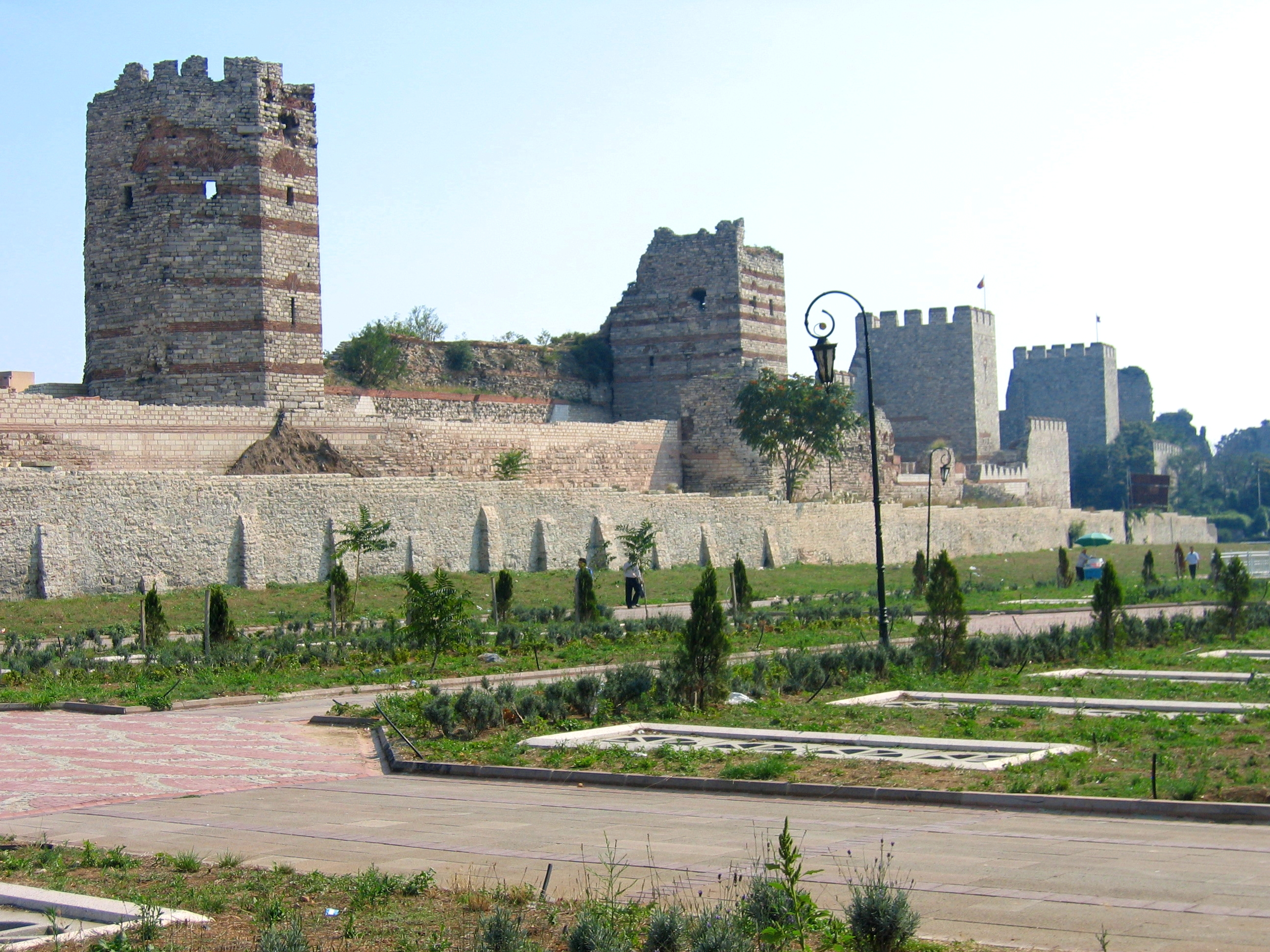
Murallas de Teodosio II en Constantinopla. fueron construidas en 408-413 para incrementar el área protegida bajo las murallas de la ciudad, incíalmente construidas por Constantino I. Demostraron ser inexpugnables incluso frente a ejércitos enormes hasta la introducción de la pólvora para la artillería a finales de la Edad Media.

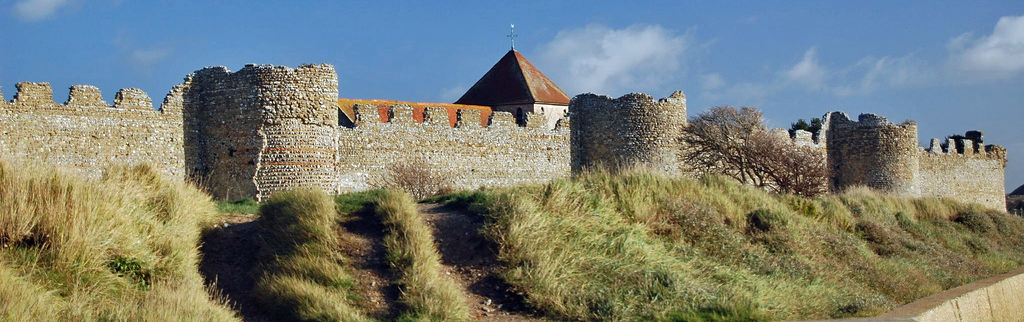
Ejemplo de fortificación tardía romana. Castillo de Portchester, Inglaterra,.

En comparación con los siglos I y II, los siglos III y IV fueron testigos de una actividad de fortificación mucho mayor, con la construcción de muchos nuevos puestos fortificados. Las fortificaciones tardías romanas contaban con características que las dotaban de una mayor protección que las anteriores. Asimismo, los siglos III y IV vieron también la fortificación de muchas ciudades, incluyendo la misma ciudad de Roma y su hermana oritental, Constantinopla.
Según Luttwak, las fortalezas romanas de los siglos I y II, ya fueran castra legionaria o fuertes de auxiliares, eran claramente bases de carácter residencial que no estaban diseñadas para hacer frente a un asalto. La típica forma rectangular y las murallas largas, delgadas y bajas, junto con la zanja no demasiado profunda y las puertas sin fortificar no eran diseños preparados para la defensa, y su propósito principal era delimitar el campamento y mantener fuera a los intrusos. Otros historiadores consideran este punto de vista demasiado extremo, puesto que existen evidencias que sugieren que este tipo de fortalezas, incluso los campamentos de marcha más rudimentarios (zanja, rampa de tierra y empalizada de madera), sí que ofrecían un nivel de protección significativo. Esto se demuestra en el asedio del campamento legionario en Castra Vetera (Xanten) durante la rebelión de los bátavos (69-70 d. C.), en el que 5.000 legionarios lograron aguantar muchos meses frente a un número superior de bátavos rebeldes y sus aliados, a pesar de disponer de 8.000 soldados equipados y entrenados como tropas auxiliares y de contar con material de asedio (los romanos finalmente fueron vencidos después de que los rebeldes les obligaran a rendirse por hambre).
En cualquier caso, no existe ninguna duda sobre el hecho de que los fuertes tardíos estaban construidos bajo especificaciones más defensivas que sus predecesores del siglo II, incluyendo las siguientes características:
1. Fosas (fossae) más profundas (3 m de media) y mucho más anchas (10 m de media). Tenían fondos planos, en lugar de los tradicionales fosos en forma de V.[128] Este tipo de fosos hacían más difícil la labor de acercar equipo de asedio a las murallas (escaleras, arietes u otro equipamiento). También servían para concentrar a los atacantes en un área cerrada en la que estarían expuestos al fuego de proyectil desde las murallas.[245]
2. Murallas más altas (9 m de media) y más gruesas (3 m de media). Estaban construidas con piedra, o con una cobertura de piedra. El mayor grosor podría protegerlas de las excavaciones subterráneas, y su altura obligaría a los atacantes a usar escaleras para asaltarlas. El parapeto en la parte superior de la muralla tendría almenas para proteger a los defensores de los proyectiles enemigos.[246]
3. Torres más altas (17,5 m de media). Permitirían enfilar el fuego defensivo contra los atacantes. Eran normalmente circulares o semicirculares, y en muy raras ocasiones de base cuadrada, por ser menos defendibles. Las torres normalmente estaban espaciadas en intervalos de 30 metros.[247]
4. Torres defensivas de las puertas de la muralla, una a cada lado del portón para permitir el disparo sobre el área en frente de la entrada. Estas murallas normalmente se cubrían con planchas de metal para evitar su destrucción con fuego. Algunas puertas contaban con rejas, y las puertas traseras se construían en torres o cerca de ellas para facilitar las salidas.[248]

Por otro lado, el número de fuertes antiguos mejorados era superior al número de fuertes de nueva construcción. Las dos franjas paralelas de zanja de los antiguos fuertes podía unirse excavando el terreno en tre ellas, se añadían torres defensivas, las puertas se podían reconstruir con torres o bien sellarse construyendo grandes bastiones rectangulares, y finalmente las murallas se fortalecían doblando su grosor. Los fuertes resultantes de estas actualizaciones eran generalmente mucho más grandes que los de nueva construcción, que raramente superaban una hectárea de tamaño y se solían ubicar para cubrir los espacios entre los fuertes antiguos y las ciudades. Sin embargo, no todos los fuertes antiguos que continuaban en uso en el siglo IV fueron mejorados. Algunos, como por ejemplos los fuertes de la muralla de Adriano u otros en Britania apenas sufrieron modificaciones.
Las principales características de las fortificaciones romanas tardías presagian claramente la evolución hacia los castillos medievales. Sin embargo, su nivel defensivo no debe exagerarse: Los fuertes romanos tardíos no siempre se ubicaban en posiciones fácilmente defendibles y no estaban diseñados como facilidades logísticas independientes en las que la guarnición pudiese sobrevivir durante años con los suministros del interior (agua en cisternas o de pozos y comida almacenada). Seguían siendo bases para las tropas, cuya labor sería salir al exterior para enfrentarse al enemigo.
En cualquier caso, los beneficios de estos nuevos fuertes son evidentes: podían servir como refugios temporales para las tropas locales cuando se vieran sobrepasadas por las incursiones bárbaras y mientras llegaran los refuerzos. Los fuertes eran muy difíciles de asaltar para los bárbaros, que carecían del equipamiento necesario. Además, podían almacenar suficientes provisiones como para que los defensores aguantaran durante algunas semanas y para abastecer a las tropas que vieneran a socorrerlos. Por último, podían servir como bases desde las que efectuar salidas contra grupos aislados de bárbaros y para cooperar con los ejércitos de refresco.
La cuestión que surge es por qué el ejército del siglo IV necesitaba fuertes de estas características mientras que el ejército del siglo II aparentemente no. Luttwak argumenta que los fuertes defensivos eran una característica integral de la estrategia de "defensa en profundidad" del siglo IV, mientras que la "defensa preclusiva" del siglo II no necesitaba de estas posiciones fortificadas. Sin embargo, la existencia de esa estrategia es un hecho muy discutido por los historiadores, dado que mucho elementos del ejército tardío romano seguían apuntando a la defensa agresiva. Una explicación alternativa o ecléctica argumenta que la defensa preclusiva todavía seguía en uso, pero que no estaba dando los mismos resultados que en épocas posteriores, con el resultado de que los ejércitos bárbaros penetraban en el imperio de manera más frecuente.

## Estrategia y tácticas

### Estrategia
La obra Grand Strategy of the Roman Empire, de Edward Luttwak (1976), relanzó la tesis de Theodor Mommsen en virtud de la cual durante los siglos III y IV la estrategia defensiva del imperio mutó desde la defensa agresiva (o preclusiva) del Principado a la defensa en profundidad del siglo IV. Según Luttwak, el ejército del Principado confiaba en neutralizar las incursiones bárbaras antes de que éstas llegaran a las fronteras del imperio. Esto se conseguía mediante el estacionamiento de unidades (tanto legiones como regimientos auxiliares) justo en el límite de la frontera, y estableciendo salientes estratégicos con guarniciones militares más allá de las fronteras. La respuesta a cualquier amenaza tomaría la forma de un movimiento de pinza hacia el interior del territorio bárbaro: las grandes fuerzas de infantería y caballería de las bases fronterizas cruzarían inmediatamente la frontera para interceptar al ejército enemigo.
Según Luttwak, este sistema era siempre vulnerable a los inusuales ataques de grandes concentraciones de bárbaros, dado que el ejército romano se encontraba demasiado extendido a lo largo de las enormes fronteras como para poder hacer frente a esas amenazas. Adicionalmente, la falta de reservas en la retaguardia de las tropas fronterizas permitían que la fuerza enemiga que la hubiese logrado penetrar se encontrase en situación de penetrar sin oposición hasta el interior del imperio antes de que los refuerzos de otras guarniciones fronterizas pudieran llegar para interceptarlos.
Por su parte, la principal característica de la defensa en profundidad, según Luttwak, es que aceptaba el hecho de que las provincias fronterizas se convirtieran el la principal zona de combate en las operaciones contra las amenazas bárbaras, en lugar de los territorios de los bárbaros más allá de las fronteras. Bajo esta estrategia, las tropas fronterizas no intentarían rechazar una gran incursión, sino que se refugiarían en las fortificaciones y esperaría a que los ejércitos móviles (comitatenses) llegaran e interceptaran a los invasores. Las tropas fronterizas eran sustancialmente más débiles que en épocas anteriores, pero su inferioridad numérica (y de calidad) quedaría compensada por la existencia de fortificaciones mucho más fuertes para protegerse.
Sin embargo, la validez de la tesis de Luttwak ha sido duramente puesta en duda por diversos historiadores, en especial por una importante crítica de B. Isaac, autor de uno de los principales estudios del ejército romano en oriente (1992). Isaac argumenta que el imperio no tenía la capacidad de inteligencia o un planeamiento militar centralizado que le permitiera mantener esta estrategia (es decir, no había un equivalente al actual estado mayor militar). También defiende que el imperio no estaba interesado en la defensa, sino que seguía siendo fundamentalmente agresivo tanto en ideología como en comportamiento militar, hasta el siglo IV inclusive. Además, faltaría suficiente evidencia arqueológica y literaria como para apoyar la teoría de la defensa en profundidad. J.C. Mann apunta que no existe ninguna evidencia, ni en la Notitia Dignitatum ni en otros datos arqueológicos, que apunten a que las unidades del Rin o del Danubio estuviesen estacionadas en el interior de las fronteras. Por el contrario, prácticamente todos los fuertes construidos o ocupados durante el siglo IV en el Danubio están colocados muy cerca o pasado el río, de forma muy similar a la distribución del siglo II.
Otro supuesto elemento de la defensa en profundidad, según dicha teoría, eran los comitatus praesentales (los ejércitos de escolta imperial) estacionados en el interior del imperio. Sin embargo, el propio Luttwak admite que estaban demasiado distantes de las fronteras como para que tuvieran demasiada utilidad a la hora de interceptar las incursiones bárbaras. Su llegada hasta la zona de operaciones podía llevar semanas, si no meses. La visión tradicional de estos cuerpos del ejército les concibe, precisamente, como aquella reserva estratégica de último recurso a la que se podía acudir en casos de invasiones graves que llegaran hasta el interior del imperio (como las de finales del siglo III). Sin embargo, esta teoría choca con el hecho de que los grandes comitatus no fueron creados hasta 312, época en la que no se habían producido importantes invasiones bárbaras desde hacía cerca de 40 años. Por ello la teoría más defendida actualmente es que los ejércitos praesentales tenían una labor estratégica distinta, dirigida a asegurar el puesto del emperador frente a usurpadores internos.
Luttwak termina su análisis en el final del reinado de Constantino I, antes de la creación de los comitatus regionales. Al contrario de los ejércitos de escolta imperial, estos sí que estaban lo suficientemente cerca de las fronteras como para socorrer a las tropas fronterizas. Sin embargo, su estacionamiento probablemente difería muy poco del de las legiones del siglo II, aunque aparentemente pasaban el invierno dentro de ciudades, en lugar de bases legionarias específicas. Por ejemplo, está documentado que los dos comitatus de Illyricum (este y oeste) pasaban el invierno en Sirmium, ubicación de una gran base legionaria durante el Principado.
Es más, el imperio tardío mantenía una de las características principales de la estrategia del Principado: un sistema de tratados de asistencia mutua con las tribus que vivían en las zonas adyacentes a las fronteras imperiales. Los romanos prometían defenderles del ataque de sus vecinos y, a cambio, el aliado prometía abstenerse de ataques al territorio imperial y se comprometía a evitar que sus vecinos lo hicieran. Aunque algunos aliados figuraban oficialmente como tributarii (sujetos que pagaban tributo a Roma, ya fuera en dinero o en especie), en la práctica su lealtad solía asegurarse mediante regalos o subsidios regulares desde Roma. Esto era una práctica común en todas las fronteras. Los romanos continuaron ayudando a las tribus clientes a defenderse en el siglo IV. Por ejemplo, el ejército de Constantino construyó dos líneas masivas de excavaciones defensivas más allá del Danubio en Hungría/Rumanía, en dónde emplazó una guarnición mixta de romanos y tropas nativas con idea de proteger las tribus dacias y sármatas de las incursiones góticas. Esto creaba una zona de protección más allá de la frontera, lo que contradice la teoría de que fuera el mismo territorio imperial la zona en la que el ejército romano esperaba plantar batalla a las incursiones bárbaras.
Los emperadores de la época tardía continuaron con sus operaciones ofensivas más allá de las fronteras a lo largo del siglo IV, con movimientos de pinza muy similares a los descritos por Luttwak como característica de la defensa del Principado. Por ejemplo, se pueden citar la campaña de Valentiniano I contra los cuados en 375, o las operaciones a través del Rin y del Danubio llevadas a cabo por el propio Valentiniano (368-74) o por Juliano (356–60). En cualquier caso el debate sobre la defensa en profundidad sigue vivo en los círculos académicos.

### Infantería y caballería

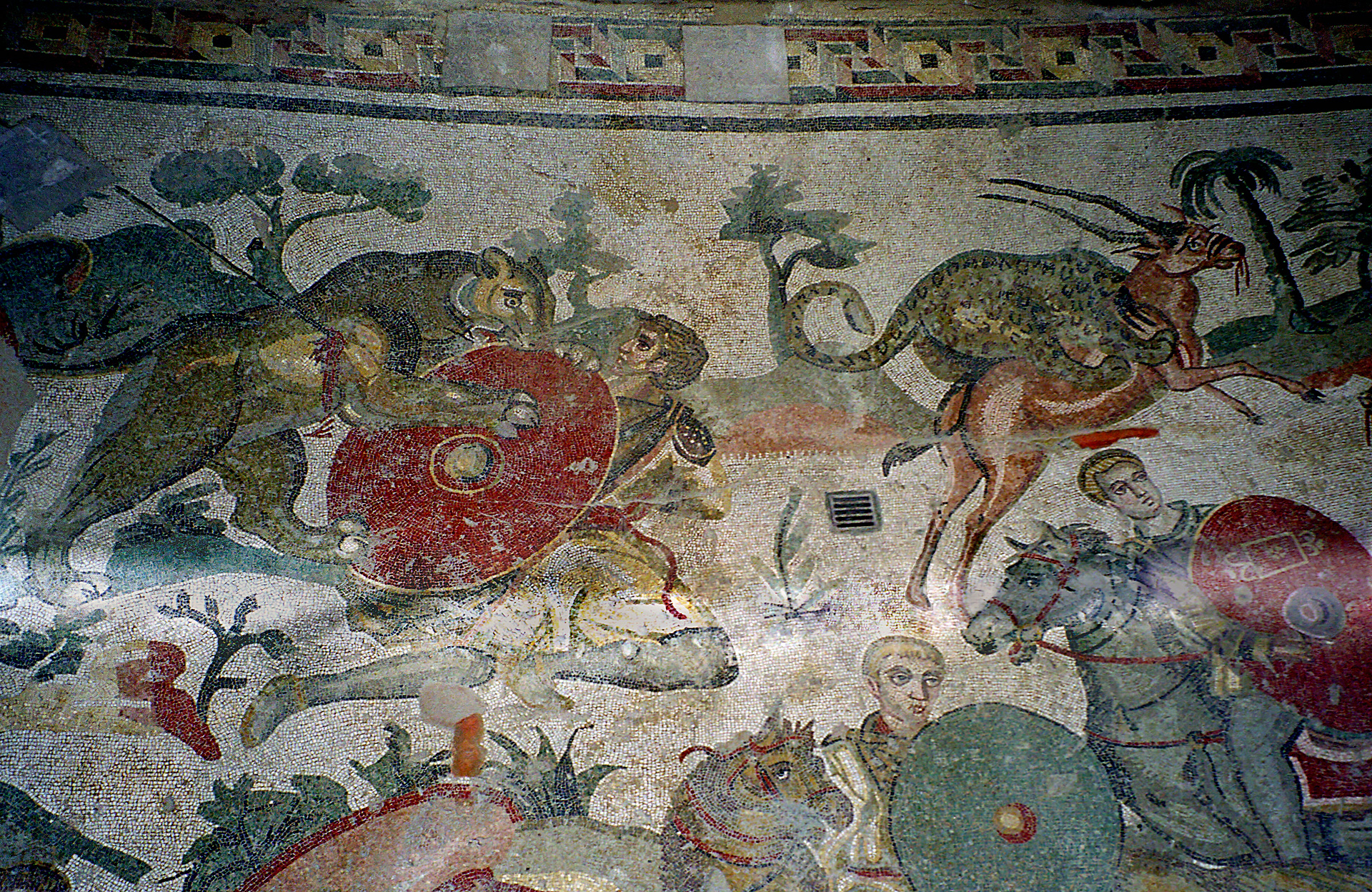
Oficiales de caballería del ejército romano tardío en una escena de caza (abajo a la derecha). La mayoría de los jinetes de caballería, en combate, solían portar cota de malla y casco, al igual que la infantería. Mosaico de Piazza Armerina, Sicilia..

La tesis tradicional entiende que la caballería asumió una importancia mucho mayor en el ejército del siglo IV que la que tenía en el siglo II. Según este punto de vista, la caballería incrementó su tamaño de forma significativa en proporción con el total de fuerzas del ejército, y tomó el liderazgo táctico que antes tenía la infantería. También disfrutó de un estatus mayor al que tenía durante el siglo II. Al mismo tiempo, la infantería perdería en eficacia y valor en las operaciones, dejando a la caballería como cuerpo más efectivo. Sin embargo, de hecho, existe muy poca evidencia que sustente esta visión, y muchas evidencias que la contradicen.
En lo que se refiere a su tamaño, el ejército del siglo II contaba con alrededor de 80.000 hombres de caballería de un total aproximado de 385.000 hombres, lo que equivaldría a un 21% del total. En el ejército tardío aproximadamente un tercio de las unidades que aparecen enumeradas en la Notitia son de caballería, pero el tamaño medio de la unidad de caballería era inferior al de la unidad de infantería. Por ejemplo, en un comitatus, una vexillationes de caballería probablemente tenía la mitad del tamaño de una legiones de infantería. En total, la evidencia disponible sugiere que su proporción global sobre el total del ejército era muy similar a la del siglo II. Por ejemplo, en 478 un comitatus de 38.000 hombres contaba con 8.000 de caballería (21%), o en 357 se estima que el comitatus de la Galia, de entre 13 y 15.000 hombres, contaba con 3.000 soldados de caballería (20–23%).
En consecuencia, la mayor parte de las batallas del siglo IV eran, al igual que en siglos anteriores, enfrentaban a grandes contingentes de infantería, con la caballería como apoyo. Ello no obstante, en la frontera oriental sí que es cierto que la caballería jugó un papel más importante, debido esencialmente a que el imperio persa otorgaba una gran importancia a la caballería como principal rama de su ejército. Esto obligó a los romanos a fortalecer su propia caballería, en particular incrementando el número de catafractos.
También se pone en duda el supuesto estatus superior de la caballería del siglo IV en comparación con épocas anteriores. Esta visión se basa sobre todo en una infravaloración del estatus de la caballería en el siglo II. La caballería siempre tuvo un estatus superior a la infantería durante el Principado, y el hecho es que en época de Domiciano (r. 81–96), la caballería auxiliar cobraba entre un 20 y un 40% más que la infantería auxiliar.
Por otro lado, el punto de vista en virtud del cual la caballería del siglo IV era más eficiente que la infantería se encuentra en conflicto con determinadas fuentes contemporáneas, como el historiador Amiano. Amiano describe tres grandes batallas que se perdieron o que estuvieron a punto de perderse por culpa de la incompetencia o cobardía de la caballería romana:
1. La batalla de Estrasburgo (357), en la que la caballería (incluyendo catafractos) fueron puestos en fuga por su contrapartida germana a comienzos de la batalla, dejando el ala derecha romana completamente expuesta. Tras huir detrás de las líneas de la infantería solo volvieron a la lucha tras la intervención personal del emperador Juliano, que logró persuadirles para volver a la lucha (el emperador obligaría más tarde a los catafractos vestir con ropas femeninas como castigo).[276]
2. Durante la campaña persa, Juliano se vio obligado a sancionar a dos unidades de caballería por huir en momentos en los que se vieron envueltas en ataques sorpresa. Una unidad fue diezmada, y la otra fue obliga a luchar a pie. Más tarde el regimiento de caballería Tertiaci fue castigado a marchar con el resto de seguidores del ejército, no con los soldados, por haber desertado justo cuando la infantería estaba a punto de romper la línea persa.
3. En la batalla de Adrianópolis (378), la caballería romana fue en gran parte responsable de la catastrófica derrota. Las unidades de scholae comenzaron la batalla con un ataque no autorizado al círculo de vagones enemigo, en un momento en el que el emperador Valente todavía intentaba negociar una tregua con los godos. Al ataque falló, y cuando la caballería gótica apareció la caballería romana se dio a la fuga, dejando el ala izquierda de la infantería romana expuesta. La caballería gótica volvió y atacó a la infantería por el flanco, provocando la derrota del ejército romano.[277]

En contraste, son recurrentes en la historia de Amiano los casos de gran actuación de la infantería, tanto comitatenses como limitanei. En el asedio persa de Amida, los testigos de Amiano describen una defensa hábil y tenaz por parte de los limitanei, si bien finalmente no exitosa. En Estrasburgo la infantería muestra gran habilidad, disciplina y resistencia, salvando la batalla en dos momentos críticos. Incluso en el desastre de Adrianópolis, la infantería romana siguió luchando, a pesar de haber sido abandonada por la caballería y estar rodeada por tres flancos por un enemigo muy superior en número.

### Tácticas
Al igual que la armadura y las armas eran esencialmente parecidas a las utilizadas en épocas anteriores, las tácticas del ejército seguían basadas en los mismos principios tradicionales. Los elementos clave de la exploración sistemática, la marcha en formación, el despliegue de batalla, los campamentos fortificados y la guerra de asedio seguían intactos en el periodo tardío. Esta sección analiza algunos aspectos que sí que diferían de forma significativa de las tácticas del Principado.
Una de las diferencias más llamativas fue la doctrina y práctica militar tardía dirigida a evitar las batallas a campo abierto con el enemigo dentro de lo posible, al contrario de lo que ocurría durante el Principado, en dónde precisamente se buscaba activamente el encuentro a campo abierto tan rápido y a menudo como fuera posible. La principal motivación probablemente no fue la reducción en la habilidad del ejército para ganar esos encuentros, a la vista de que el ejército tardío continuó ganando la gran mayoría de sus batallas contra los bárbaros. En su lugar, es posible que la principal preocupación estuviese dirigida a minimizar las bajas. Las batallas campales normalmente tenían como resultado importantes pérdidas de tropas de grado comitatenses, tropas que no podían ser reemplazadas con facilidad. Esto apoya la hipótesis relativa a que el ejército tardío tenía una mayor dificultad para encontrar suficientes reclutas que durante el Principado, y especialmente reclutas de calidad. El ejército tardío prefería atacar al enemigo por sorpresa o mediante estratagemas: emboscadas, ataques sorpresa, hostigamiento y maniobras para arrinconar el enemigo en zonas en las que no tuvieran acceso a suministros y de las que no pudieran escapar (por ejemplo, bloqueando pasos de montaña o puentes).
En los casos en los que la batalla era inevitable, el ejército tardío seguía a grandes rasgos la práctica tradicional en cuanto al despliegue de tropas. La infantería pesada solía desplegarse en la línea principal, normalmente recta y de varias líneas de profundidad. Los arqueros a caballo se ubicaban junto con los honderos, en frente de la línea principal. La caballería quedaba colocada en las alas, con la caballería ligera en el exterior. Los arqueros a pie formaban en la retaguardia de la infantería. Habría una línea de reserva de infantería y caballería en la retaguardia, cuyo tamaño sería variable, y que tendría la misión de hacer frente a las posibles brechas y explotar las oportunidades que surgieran en la batalla. Por último, a una distancia de una milla del ejército, en retaguardia, se ubicaba el campamento fortificado en el que habrían pasado la noche, con una pequeña guarnición, que podría servir de refugio si el ejército era puesto en fuga. Los ejércitos romanos nunca acampaban a campo abierto por la noche sin haber construido previamente las defensas. Se construía una zanja alrededor del perímetro del campamento y la arena se utilizaba para la construcción de un terraplén que sería completado en su cima con una empalizada de maderas afiladas y cruzadas para crear un muro impenetrable. Esas defensas, patrulladas sistemáticamente, evitaban los ataques sorpresa y permitían a las tropas dormir tranquilamente antes de una posible batalla.
Dónde sí que se aprecia una cierta evolución es en las tácticas de batalla. El ejército del principado confiaba en un lanzamiento inicial de jabalinas pesadas (pila) seguido por una carga de infantería, que a menudo era suficiente para romper o, al menos, desorganizar la línea enemiga. Después de esto, los legionarios estaban entrenados para una lucha mano a mano muy agresiva, golpeando al enemigo en la cara con sus pesados escudos (scuta) mientras que daban rápidos golpes con sus espadas (gladii) buscando ensartar lo más rápido posible al mayor número de enemigos. En combate cuerpo a cuerpo los soldados tenían la gran ventaja de su armadura superior, y esas tácticas muy a menudo suponían la victoria sobre un enemigo bárbaro peor equipado y entrenado. Los arqueros a caballo y los honderos que se ubicaban en frente de las líneas lanzarían sus proyectiles al enemigo antes del enfrentamiento entre las infanterías, retirándose rápidamente a la retaguardia de su propia línea de infantería. Desde ahí la totalidad de los hostigadores lanzarían una lluvia de proyectiles continua sobre los enemigos, disparando por encima de las cabezas de su propia infantería. La labor de la caballería de cada ala era poner en fuga a la caballería enemiga y luego, si era posible, rodear a la infantería enemiga para atacarles desde los flancos y la retaguardia.
En el ejército tardío, mientras que el rol de los arqueros y la caballería permanecía similar, las tácticas de infantería se hicieron menos agresivas, utilizando menos la carga y a menudo esperando la carga enemiga en su lugar. Durante la batalla, la línea romana ejercía una presión constante en formación cerrada. Por otro lado, el gladius había sido sustituido por una lanza de mano utilizada para ensartar, mucho más larga de lo que era el gladius (el gladius medía medio metro, mientras que la lanza oscilaba entre dos metros y dos metros y medio de largo). El alcance más largo de la lanza y la adopción de escudos ovales o redondos permitían un despliegue de batalla en la que los escudos se unían para formar un muro de escudos, y las lanzas sobresalían por los huecos en 'V' que formaban los escudos entrelazados. El ejército tardío también daba más importancia a los proyectiles, reemplazando la antigua pila de un solo uso por una descarga prolongada de jabalinas y dardos.
Este tipo de combate era consistente con el objetivo principal de minimizar las bajas, y su eficiencia queda ilustrada por la batalla de Estrasburgo. Esta batalla fue principalmente una lucha de desgaste en la que la presión constante mantenida sobre los bárbaros provocó finalmente su huida. A pesar de una larga y dura batalla, las bajas romanas fueron mínimas.

## La teoría de la barbarización

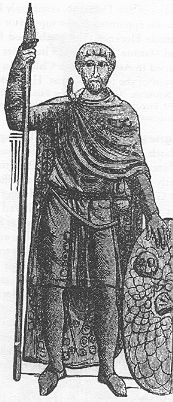
Dibujo de Flavio Estilicón, general de origen bárbaro que ocupó el cargo de magister utriusque militiae (comandante en jefe) del ejército occidental entre 395 y 408. El general aparece ilustrado con el atuendo estándar de un soldado de infantería fuera de servicio, portando el chlamys (manto militar) sobre su túnica y portando una lanza pesada y un escudo oval (en combate la mayoría de los soldados tadíos también portaban cota de malla y casco). Fue el chivo expiatorio por las invasiones bárbaras de 405–6, aunque es posible que su capacidad militar hubiese salvado al ejército de occidente de su colapso. Procedente de un díptico de marfil en Monza, Italia.

La teoría de la barbarización, que deriva principalmente de la gran obra de Edward Gibbon del siglo XVIII, Historia de la decadencia y caída del Imperio romano, mantiene dos hipótesis:
1. Que el ejército tardío reclutaba un número mucho mayor de personas de origen bárbaro que el ejército del Principado.
2. Que el mayor número de reclutas bárbaros resultó en una pérdida de la efectividad del ejército, y fue uno de los principales factores del colapso del imperio de occidente.

Tal y como se ha discutido más arriba, la hipótesis primera es probablemente correcta, aunque debería tenerse en cuenta que probablemente alrededor de tres cuartos de los reclutas del ejército seguían siendo ciudadanos del imperio. La segunda hipótesis no resulta tan clara.
Según esta teoría, los oficiales bárbaros y los hombres reclutados por el ejército tardío procedían de tribus que habían sido tradicionalmente enemigas de Roma, por lo que no tenían una verdadera lealtad por el imperio y a menudo traicionaban sus intereses, ayudando a tribus bárbaras invasoras sobre todo cuando se trataba de la propia. Al mismo tiempo, la expansión de las costumbres y cultura bárbara llevó a una reducción de la disciplina militar tradicional y a una desunión interna del ejército debida a la fricción entre romanos y bárbaros. Finalmente, el ejército degeneró en una mera colección de bandas mercenarias extranjeras que eran incapaces de defender el imperio con efectividad.
Según el historiador A.D. Lee, existen pocas evidencias que apoyen esta visión, mientras que sí que existen razones para rechazarla. En primer lugar, el ejército tardío claramente no era inefectivo. El ejército regular de occidente continuó siendo una fuerza formidable hasta la desintegración política de occidente a mediados del siglo V, y continuó ganando la mayor parte de sus principales batallas contra ejércitos bárbaros (como por ejemplo la derrota de Radagaiso en 405. En cualquier caso, el ejército oriental no colapsó, incluso aunque probablemente contenía al menos la misma proporción de bárbaros que occidente, si no mayor. Por otro lado, un análisis de la etnicidad de los oficiales del ejército que aparecen citados en las fuentes muestra que en el periodo 350–99 el 23% eran probablemente nacidos bárbaros. El mismo cálculo durante el periodo 449–76 con oficiales casi todos orientales (el ejército occidental estaba prácticamente disuelto) arroja un resultado del 31%. En la Notitia, 55 regimientos orientales portan nombres bárbaros, en comparación con solo 25 del ejército occidental.
Existe una tendencia por parte de algunos historiadores modernos de adscribir a los antiguos bárbaros un cierto grado de solidaridad étnica que no existió, según A.H.M. Jones. Las tribus germánicas estaban en constante lucha entre ellas, e incluso entre sus confederaciones tribales, como los francos o alamanes, existían agrios enfrentamientos entre las tribus y clanes. Es más, la razón principal por la que muchos subgrupos tribales se rendían a las autoridades romanas (dediticii) y buscaban asentarse en el interior del imperio como laeti era para escapar de la presión de sus vecinos. Los únicos conflictos de lealtad conocidos tan solo surgieron cuando el ejército romano luchaba contra el mismo clan específico del soldado de origen bárbaro. Ni siquiera Amiano llega nunca a caracterizar a las tropas de origen extranjero como no fiables. Por el contrario, su evidencia muestra que los soldados de origen bárbaro eran leales y luchaban tan duro como los romanos.
Una muestra de la alta estima que el ejército tenía por este tipo de tropas extranjeras es que parecen haber sido reclutadas preferentemente para las unidades de élite de los ejércitos tardíos. En los regimientos de infantería de los auxilia palatina, la proporción de bárbaros parece que oscilaba entre el tercio y la mitad de los efectivos totales, en comparación con el cuarto del ejército que representaban en total. Desde el siglo III en adelante, el reclutamiento de bárbaros se convirtió en algo crucial para la mera existencia del ejército, dado que proveían de una fuente muy importante y escasa de reclutas de primera calidad.

## Citas
1. ↑  Lee (1997) 212
2. ↑  Elton (1996) 110–5
3. ↑  Mattingly (2006) 247–8
4. ↑  Goldsworthy (2003) 50, 78
5. 1 2 3 4  Holder (2003) 120
6. ↑  Goldsworthy (2003) 56–8
7. ↑  Goldsworthy (2003) 80
8. 1 2  Holder (2003) 145
9. 1 2  Goldsworthy (2003) 58
10. ↑  Goldsworthy (2003) 60, 66
11. ↑  Goldsworthy (2003) 60
12. ↑  Goldsworthy (2003) 64–5
13. ↑  Goldsworthy (2003) 65–6
14. 1 2  Tomlin (1988) 109
15. ↑  Goldsworthy (2003) 123, 209
16. ↑  The Roman Law Library Constitutio Antoniniana de Civitate
17. 1 2 3 4 5 6 7  Goldsworthy (2003) 205
18. ↑  Goldsworthy (2000) 164–65
19. ↑  Holder (1982) 65
20. ↑  Goldsworthy (2000) 164
21. 1 2 3  Tomlin (1988) 108
22. ↑  Goldsworthy (2000) 164–5
23. ↑  Tomlin (1988) 107
24. 1 2 3 4 5  Goldsworthy (2000) 170
25. 1 2  Zósimo II.43
26. 1 2  Jones (1964) 97
27. ↑  Mattingly (2006) 244
28. ↑  Holder (2003) 133
29. ↑  Mattingly (2006) 223
30. ↑  Goldsworthy (2000) 219
31. 1 2 3  Jones (1964) 620
32. ↑  Dión Casio LXXI.16
33. 1 2  Holder (1980) 109–24
34. ↑  Jones (1964)25
35. ↑  Zásimo I.24
36. ↑  D. Ch. Stathakopoulos Famine and Pestilence in the late Roman and early Byzantine Empire (2007) 95
37. ↑  Zósimo I.16
38. ↑  Zosimus I.20
39. ↑  J. Kent The Monetary System in Wacher (1988) 576–7.
40. ↑  Duncan-Jones (1990) 115
41. ↑  Tomlin (1988) 110
42. ↑  Jones (1964) 32
43. ↑  Jones (1964) 29
44. 1 2 3 4  Jones (1964) 615
45. ↑  Elton (1996) 148–52
46. ↑  Goldsworthy (2000) 165
47. ↑  Zósimo I.22
48. ↑  Zósimo I.23
49. 1 2  Jones (1964)
50. 1 2  Victor 39.43
51. ↑  Eutropio IX.15
52. ↑  Historia Augusta Probus 18
53. ↑  Eutropio IX.25
54. ↑  Zósimo II.40
55. ↑  Lee (1997) 221 (note 58)
56. ↑  Luttwak (1977) 177
57. ↑  Goldsworthy (2000) 166
58. 1 2 3 4 5  Jones (1964) 608
59. ↑  Notitia Occidens Title XXXIV
60. ↑  Jones (1964) 50
61. ↑  Jones (1964) 17
62. 1 2  Tomlin (1988) 111
63. 1 2  Jones (1964) 681
64. ↑  Heather (2005)
65. 1 2  John Lydus De Mensibus I.47
66. 1 2  MacMullen (1979) 454
67. ↑  MacMullen (1979) 455
68. ↑  Jones (1964) 61–2
69. ↑  Jones (1964) 68
70. ↑  Jones (1964) 55–6
71. 1 2 3  Jones (1964) 100
72. 1 2 3  Jones (1964) 613
73. 1 2  Elton (1996) 120
74. ↑  Jones (1964) 100-1, 606, 627
75. 1 2  Mattingly (2006) 239
76. ↑  Jones (1964) 58
77. ↑  Zosimus II.54–5 (Traducido en Jones (1964) 52)
78. ↑  Jones (1964) 52
79. ↑  Luttwak (1976) 179
80. 1 2  Jones (1964) 125
81. 1 2  Elton (1996) 201
82. 1 2 3  Jones (1964) 609
83. ↑  Lee (1997) 216
84. ↑  Treadgold (1995) 45
85. ↑  Elton (1996) 94–5
86. ↑  Agatías Historia V.13.7–8; Jones (1964) 680
87. ↑  Jones (1964) 683
88. 1 2  Elton (1996) 89
89. ↑  Heather (1995) 63
90. ↑  Duncan-Jones (1990) 105–17
91. 1 2  Jones (1964) 681–2
92. ↑  Duncan-Jones (1990) 117
93. ↑  Coello (1996) 51
94. ↑  Goldsworthy (2003) 144–5
95. ↑  Goldsworthy (2000) 124–5 (mapa) (25 legiones de 5.000 cada una)
96. ↑  Holder (2003) 120 (28 legiones de 5.500 cada una: el doble tamaño de la 1.ª cohorte se introdujo a finales del s. I)
97. ↑  Goldsworthy (2000) 152–3 (mapa) (33 legiones de 5.500 cada una)
98. ↑  Tácito Annales IV.5
99. ↑  Asumiendo que los auxilia se incrementaran en la misma proporción que las legiones. J. C. Spaul ALA (1996) 257–60 y COHORS 2 (2000) 523–7 identifica 4 alae y 20–30 cohortes reclutadas a finales del s. II y principios del s. III
100. ↑  Goldsworthy (2003) 58: 9 cohortes de 480 hombres más guardaespaldas germanos
101. ↑  Goldsworthy (2003) 58: 9 cohortes dobles de 800 hombres cada una más 2.000 equites singulares
102. ↑  Según los datos de Tácito Annales IV.5
103. ↑  Hassall (2000) 320
104. ↑  MacMullen How Big was the Roman Army? y KLIO (1979)
105. ↑  Asumiendo un 33de bajas debido a guerras y plagas
106. ↑  Aplicando el tamaño estimado medio por unidad a las unidades de la Notitia
107. ↑  Lee (1997) 215–6
108. ↑  Goldsworthy (2000) 171
109. ↑  Elton (1996) 214–5
110. ↑  Notitia Oriens Título I: Lista de duces
111. 1 2 3 4 5  Jones (1964) 610
112. 1 2 3  Notitia Oriens Title I
113. ↑  Amiano XVIII.7.3
114. ↑  Jones (1964) 609 (note 4)
115. ↑  Goldsworthy (2000) 199 (map)
116. ↑  Heather (2005) 246
117. ↑  Heather (2007) 247
118. ↑  Jones (1964) 609–10
119. ↑  Notitia Occidens Title V
120. ↑  Notitia Dignitatum Titles IX and XI
121. ↑  Mattingly (2006) 245
122. ↑  Jones (1964) 631
123. ↑  Jones (1964) 631–2
124. 1 2  Elton (1996) 208
125. ↑  Lee (1997) 214
126. 1 2  Tomlin (1988) 113
127. ↑  Datos tomados de Duncan-Jones (1990) 105–17; Elton (1996) 89; Goldsworthy (2003) 206; Mattingly (2006) 239
128. 1 2 3  Goldsworthy (2003) 206
129. ↑  Jones (1964) 684
130. 1 2 3  Elton (1996) 99
131. ↑  Duncan-Jones (1990) 105–70
132. ↑  Woods (1996) 368–9
133. ↑  Barlow & Brennan (2001) 240–1
134. ↑  Elton (1996) 106
135. ↑  Luttwak (1976) 173
136. ↑  Jones (1964) 649–51
137. ↑  Lee (1997) 234
138. 1 2  Goldsworthy (2000) 172
139. ↑  Goldsworthy (2003) 203
140. ↑  Tomlin (1988) 112
141. ↑  Elton (1996) 206
142. ↑  Goldsworthy (2003) 139
143. ↑  Goldsworthy (2000) 213
144. ↑  Goldsworthy (2003) 138
145. 1 2 3 4  Goldsworthy (2000) 169
146. ↑  Notitia Oriens.V
147. ↑  e.g. Notitia Oriens.XXXI
148. ↑  Elton (1996) 105
149. ↑  Elton (1996) 104
150. 1 2  Jones (1964) 611
151. ↑  Rossi (1971) 104
152. ↑  Goldsworthy (2003) 204
153. ↑  Jones (1964) 611–2
154. ↑  Elton (1996) 92
155. ↑  Goldsworthy (2003) 77
156. ↑  Mattingly (2006) 356
157. ↑  Jones (1964) 614
158. ↑  Elton (1996) 134
159. ↑  Roman Diplomas Online Introduction
160. ↑  Jones (1964) 614, 616
161. ↑  Jones (1964) 617
162. 1 2 3 4 5  Goldsworthy (2003) 208
163. ↑  Lee (1997) 221–2
164. ↑  Tablillas de Vindolanda, 166–77
165. ↑  Jones (1964) 633
166. ↑  Elton 1996) 89
167. ↑  Elton (1996) 154
168. ↑  Heather (2005) 119
169. ↑  Roman Military Diplomas Vols IV and V: Personnel tables
170. ↑  Tácito, Germania 28; Dión Casio, LXXI.11
171. ↑  Lee (1997) 222–3
172. ↑  Zásimo, libros IV, V
173. ↑  Elton (1996) 144–5
174. ↑  Elton (1996) 148–9
175. ↑  Elton (1996) 136
176. ↑  Jones (1964) 619
177. ↑  Jones (1964) 619–20
178. ↑  Elton (1996) 121–2
179. ↑  Jones (1964) 623
180. ↑  Elton (1996) 120–1
181. ↑  Goldsworthy (2003) 94
182. ↑  Jones (1964) 31
183. ↑  Duncan-Jones (1990) 35
184. ↑  Jones (1964) 647
185. ↑  Jones (1964) 626, 647
186. ↑  Jones (1964) 634
187. 1 2  Goldsworthy (2003) 202
188. ↑  Basado en: Jones (1964) 634; Goldsworthy (1995) 202; Holder (1980) 90–6
189. ↑  Jones (1964) 640, 643
190. ↑  Jones (1964) 636
191. ↑  Goldsworthy (2003) 118
192. ↑  Jones (1964) 636–40
193. ↑  Jones (1964) 640
194. ↑  Elton (1996) 101
195. ↑  Jones (1964) 642
196. ↑  Jones (1964) 640–1
197. ↑  Jones (1964) 526
198. ↑  Jones (1964) 105
199. 1 2 3  Jones (1964) 641
200. ↑  Elton (1996) 91
201. ↑  Notitia Occidens Title
202. ↑  Tomlin (1988) 115
203. ↑  Jones (1964) 639
204. ↑  Elton (1996) 107
205. ↑  Goldsworthy (2003) 120, 127
206. ↑  Mosaico de Piazza Armerina
207. ↑  Sumner and D'Amato, 7–9
208. ↑  Sumner and D'Amato, 37
209. ↑  Goldsworthy (2003) 129
210. ↑  Notitia Oriens.XI
211. ↑  Bishop and Coulston (2006) 208
212. ↑  Elton (1996) 111
213. ↑  Amiano, XVI 10
214. ↑  Goldsworthy (2003) 137
215. ↑  Goldsworthy (2003) 126
216. ↑  Goldsworthy (2003) 123, 126
217. ↑  Goldsworthy (2003) 123, 205
218. ↑  Southern & Dixon (1996) 92–93
219. ↑  Bishop & Coulston (2006) 210–213
220. ↑  Bishop & Coulston (2006) 214–5.
221. ↑  Elton (1996) 115
222. ↑  Bishop & Coulston (2006) 217
223. ↑  Bishop & Coulston (2006) 202
224. ↑  Elton (1996) 110
225. ↑  Bishop & Coulston (2006) 205
226. ↑  Goldsworthy (2000) 167; (2003) 205
227. 1 2 3  Goldsworthy (2000) 168
228. ↑  Elton (1996) 108
229. ↑  Elton (1996) 236
230. ↑  Elton (1996) 237
231. ↑  Jones (1964) 831
232. ↑  Jones (1964) 843, 868
233. 1 2  Jones (1964) 842
234. ↑  http://www.2.rgzm.de Archivado el 13 de agosto de 2013 en Wayback Machine. Merchant Vessels and Maritime Commerce in Roman Times
235. ↑  Jones (1964) 843
236. ↑  Jones (1964) 844
237. ↑  Notitia Oriens Titles XXXIX to XLII and Occidens Titles XXXII to XXXIV
238. ↑  Jones (1964) 834
239. ↑  Goldsworthy (2003) 88, 149
240. ↑  Elton (1996) 116
241. ↑  Notitia Titles Oriens XI, Occidens IX
242. ↑  Elton (1996) 161–71
243. ↑  Luttwak (1976) 134–5
244. ↑  Tácito, Historiae IV.22, 23, 29, 30, 60
245. ↑  Elton (1996) 161
246. ↑  Elton (1996) 163
247. ↑  Elton (1996) 162–3
248. ↑  Elton (1996) 164
249. ↑  Elton (1996) 165–7
250. ↑  Elton (1996) 167
251. ↑  Isaac (1992) 198
252. ↑  Luttwak (1976) 132–4
253. ↑  Mann (1979) 175–83
254. ↑  Luttwak (1976) Fig.3.3
255. ↑  Luttwak (1976) 136
256. ↑  Luttwak (1976) 132
257. ↑  J. C. Mann in Journal of Roman Studies 69 (1979)
258. ↑  F. Miller in Britannia 13 (1982)
259. ↑  Isaac (1992) 372–418
260. ↑  Isaac (1992) 378, 383, 401–6
261. ↑  Isaac (1992) 387–93
262. ↑  Mann (1979) 180–1
263. ↑  Mann (1979) 180
264. ↑  C. Scarre Penguin Historical Atlas of Ancient Rome (1995) 87 (map)
265. ↑  Elton (1996) 157, 159 (Fig 13)
266. ↑  Luttwak (1976) 190
267. ↑  Elton (1996) 215
268. ↑  Mann (1979) 181
269. ↑  Elton (1996) 209
270. ↑  Scarre Atlas 87
271. ↑  Amiano XVI.11
272. ↑  Amiano XXVII.10, XXVIII.2, XXIX.4, XXX.5,6
273. ↑  Elton (1996) 105–6
274. ↑  Hassall (2000) 336
275. ↑  Tomlin (1998) 117–8
276. ↑  Amiano XVI.12
277. ↑  Amiano XXXI
278. ↑  Amiano XIX.1–8
279. ↑  Goldsworthy (2000) 176–7
280. ↑  Amiano XXXI.13
281. ↑  Elton (1996) 243–63
282. 1 2  Goldsworthy (2000) 182
283. ↑  Elton (1996) 216
284. ↑  Elton (1996) 218
285. ↑  Elton (1996) 216, 218–9
286. ↑  Arriano, Acies contra Alanos
287. ↑  Elton (1996) 251–2
288. ↑  Goldsworthy (2000) 137
289. ↑  Elton (1996) 109
290. ↑  Amiano XVI.12 (párr. 44)
291. ↑  Lendon (2005) 261–268
292. ↑  Goldsworthy (2000)
293. ↑  Lee (1997) 233
294. ↑  Elton (1996) 148
295. ↑  Notitia Dignitatum passim
296. ↑  Jones (1964) 622
297. ↑  Jones (1964) 621–2
298. ↑  Elton (1996) 138
299. ↑  Elton (1996) 151
300. ↑  Jones (1964) 621
301. ↑  Elton (1996) 152
302. ↑  Lee (1997) 223–4
303. ↑  Goldsworthy (2003) 209